# Лягушки
Лягу́шки — общеупотребительное название группы животных из отряда бесхвостых земноводных. В широком смысле термин «лягушка» относится ко всем представителям отряда бесхвостых, обладающим увеличенными задними конечностями, которые позволяют им прыгать. В узком смысле это название применяется по отношению к представителям семейства настоящих лягушек. Личинки лягушек называются головастиками.
Лягушки распространены по всему земному шару — от тропиков до субарктических регионов; наибольшее разнообразие сосредоточено во влажных тропических лесах.
Размеры взрослых особей варьируют от 8 мм (узкорот Paedophryne amauensis) до 320 мм (лягушка-голиаф). Представители отряда имеют коренастое туловище, выступающие глаза, раздвоенный язык и согнутые под туловищем конечности; хвост отсутствует. Среда обитания лягушек на всех стадиях развития включает пресноводные водоёмы, а для взрослых особей — дополнительно сушу, кроны деревьев и подземные норы. Наиболее характерный способ передвижения лягушек представляет собой прыжки, но разные виды освоили дополнительные способы: ходьбу и бег, плавание, древолазание, планирование.
Покровы лягушек богаты железами, кожные выделения некоторых видов крайне ядовиты. Окрас лягушек варьируется от маскировочного бурого, зеленоватого и серого до ярчайших красных, жёлтых и чёрных цветов, как правило, сигнализирующих о ядовитости (или мимикрирующих под неё). Кожа лягушек проницаема для воды, но различные адаптации позволяют им избегать чрезмерной потери влаги при сухопутном образе жизни.
Как правило, лягушки мечут икру в воде. Из икринок вылупляются водные личинки, головастики, имеющие жабры и хвосты. Головастики проходят стадию метаморфоза, в конце которой превращаются во взрослых особей. В то же время, некоторые виды откладывают икру на суше, а другие не проходят стадию головастика. Взрослые особи большинства видов являются хищниками, чья диета состоит из мелких беспозвоночных, но есть и всеядные виды и даже несколько видов, питающихся фруктами.
Лягушки способны издавать широкий диапазон звуковых сигналов, особенно в брачный сезон. Наблюдения за лягушками выявили сложные схемы поведения в брачных ритуалах, при угрозе для жизни и в других ситуациях.
Многие виды лягушек находятся под угрозой вымирания. К редким видам относится, например, обитающая в районе Конго лягушка-пискунья Arthroleptis hematogaster.
Люди употребляют лягушек в пищу, содержат в качестве домашних животных, кроме того, лягушки служат удобными модельными организмами для биологических исследований.

## Этимология названия
Лягушка — продолжает праслав. *lęgušьka, которое является производным от *lęguxa, в свою очередь, образованного от *lęga «бедро, лягушка».

## Область охвата термина
В разговорной речи животных из отряда бесхвостых земноводных называют «лягушками» или «жабами». Визуальное отличие одних от других состоит в том, что кожа жаб бородавчатая. При попытке наложить разговорные термины «лягушка» и «жаба» на принятую классификацию отряда бесхвостых оказывается, что практически все семейства бесхвостых включают в себя и тех и других. Различные академические источники используют термин «лягушка» альтернативно для обозначения представителей различных семейств отряда бесхвостых, или представителей только лишь семейства Настоящие лягушки (Ranidae), или даже в узком значении — для представителей рода Настоящие лягушки (Rana).

## Ареал
Лягушки распространены практически на всей суше. Исключения составляют большие песчаные пустыни Сахара и Руб-Эль-Хали, наиболее холодные области — Гренландия, Таймыр и другие высокоширотные районы Арктики, Антарктида, а также некоторые острова, удалённые от континентов. Кроме того, естественный ареал лягушек не включал южный остров Новой Зеландии, но после нескольких попыток искусственного внедрения по крайней мере два вида (Litoria raniformis и Litoria ewingii) основали на нём устойчивые популяции. Многие виды имеют ограниченное распространение из-за климатических или географических барьеров, например, проливов, горных хребтов, пустынь; популяции могут быть изолированы также из-за препятствий, созданных человеком, — автотрасс, лесных просек и т. п. В тропических регионах видовое разнообразие, как правило, выше, чем в районах с умеренным климатом. Некоторые виды лягушек адаптированы для выживания в негостеприимных условиях, например, в пустынях или в холодном климате. Так, Rana sylvatica, чей ареал частично лежит за северным полярным кругом, на зиму закапывается в землю. Несмотря на глубокое промерзание почвы, высокая концентрация глюкозы в тканях позволяет этой лягушке пережить зиму в состоянии анабиоза.
Из-за водопроницаемой кожи большинство лягушек неспособны жить в солёных и солоноватых водоёмах. Единственное исключение — лягушка-крабоед (Fejervarya cancrivora), обитающая в мангровых зарослях Юго-Восточной Азии. Благодаря высокому содержанию мочевины в крови эта лягушка и её головастики могут переносить океаническую солёность (в течение короткого времени) и длительное время жить в солоноватой воде.
Лягушки обитали во влажных тропических лесах в меловом периоде.

## Классификация
Все лягушки относятся к отряду бесхвостых земноводных. Морфологические характеристики взрослой лягушки включают в себя, среди прочего, 9 или менее предтазовых позвонков, длинную, направленную вперёд подвздошную кость, наличие уростиля и отсутствие хвоста, укороченные по сравнению с задними передние конечности, спаянные вместе локтевую и лучевую кости передних конечностей, а также большеберцовую и малоберцовую кости задних конечностей, удлинённую лодыжку, беззубую нижнюю челюсть и подкожные лимфатические пространства, расположенные между кожей и мышечным слоем. Личинки лягушек (головастики) имеют одно центральное дыхательное отверстие (брызгальце) и ротовые воронки, снабжённые кератиновыми зубчиками.
Некоторые виды лягушек формируют межвидовые гибриды. Так, например, съедобная лягушка представляет собой естественный гибрид прудовой (Pelophylax lessonae) и озёрной (P. ridibundus) лягушек.

## Анатомия и физиология

### Общая характеристика

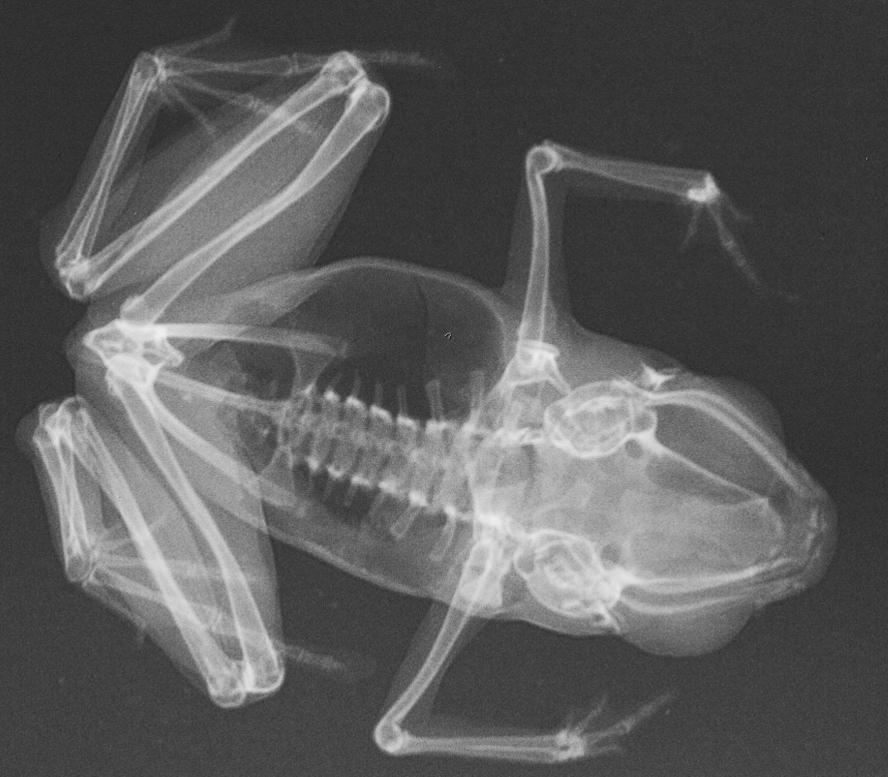
Рентгеновский снимок лягушки

У взрослых лягушек есть парные пятипалые конечности, типичные для наземных позвоночных животных. Тело широкое, короткое и уплощённое. Взрослые особи не имеют хвоста (теряют его во время метаморфоза); хвостовой отдел позвоночника видоизменён в палочковидную кость уростиль; рёбра отсутствуют. Обладают хорошо развитыми конечностями; задние конечности длиннее передних, имеют более мощную мускулатуру и обычно приспособлены к прыганию. Голая кожа лягушек богата железами и проницаема для воды и газов.

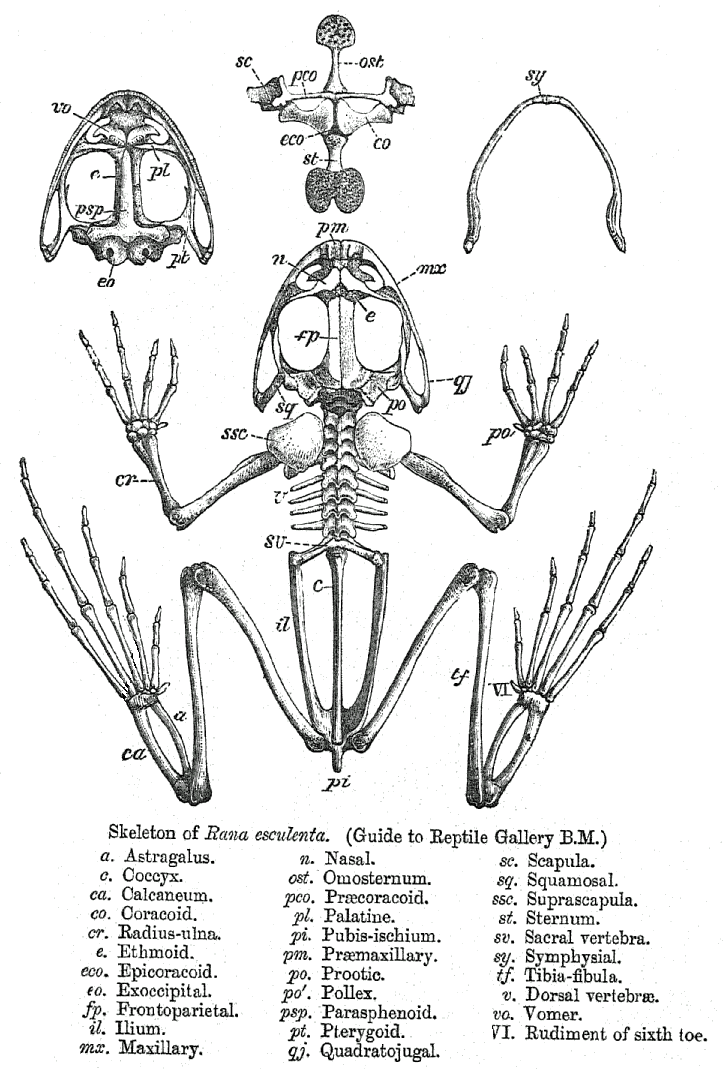
Скелет съедобной лягушки

### Опорно-двигательная система
Скелет лягушек, как и у других наземных позвоночных, включает череп, позвоночник, пояса конечностей и скелет свободных конечностей.

#### Череп
Череп уплощённый, преимущественно хрящевой. Боковые затылочные кости образуют парные затылочные мыщелки, соединяющие череп с шейным позвонком.

#### Позвоночник
Позвоночник лягушек состоит из четырёх отделов — шейного, туловищного, крестцового и хвостового. Шейный и крестцовый отделы включают всего по одному позвонку. В туловищном отделе 7 позвонков. Все позвонки хвостового отдела срослись в единую кость — уростиль.

#### Пояса конечностей
Пояс передних конечностей состоит из парных лопаток, ключиц и коракоидов и непарной грудины. Пояс задних конечностей состоит из подвздошных и седалищных костей. Седалищные кости соединены лобковым хрящом.

#### Конечности

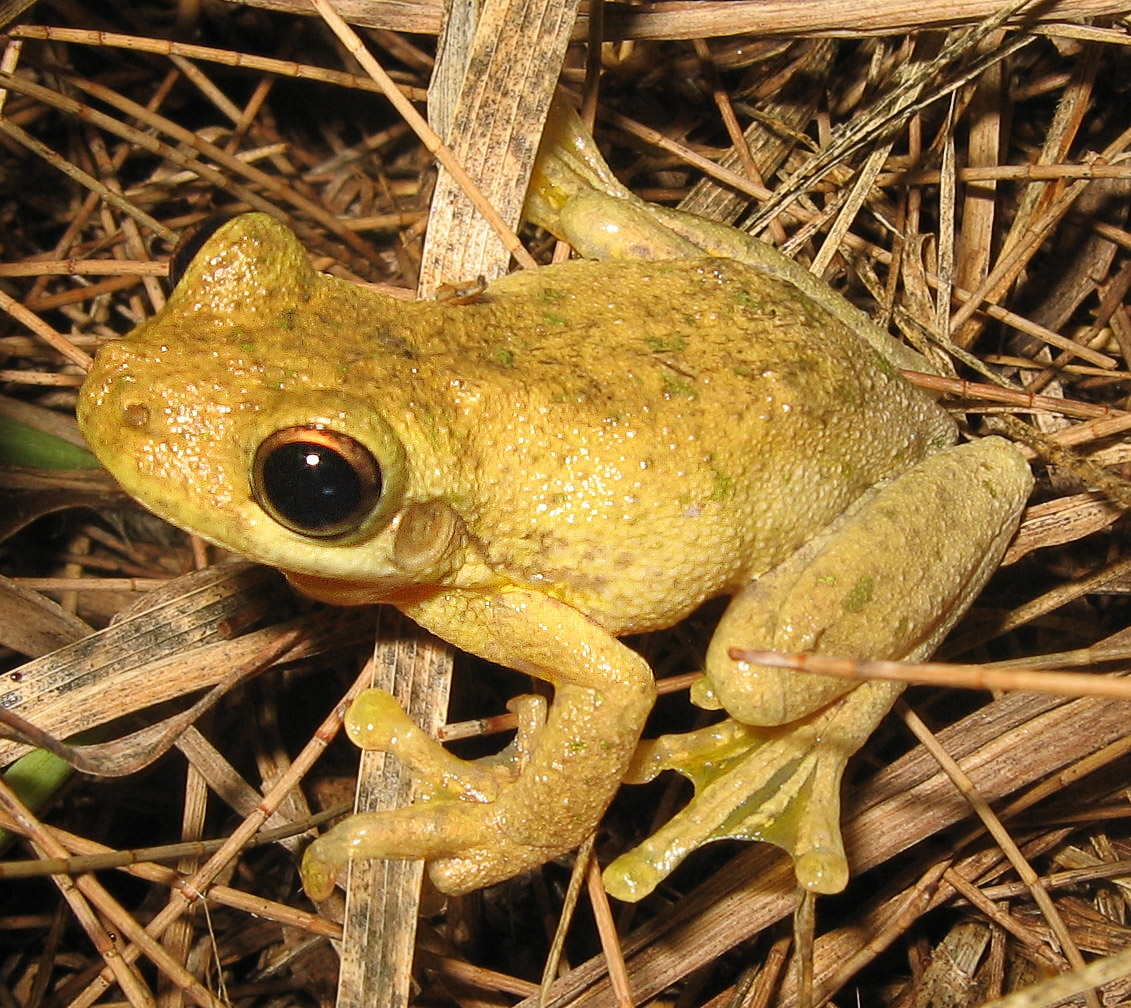
Litoria tyleri. Хорошо видны широкие пальцы и межпальцевые перепонки

Строение конечностей лягушек варьирует от вида к виду и зависит от среды обитания — наземной, водной или древесной. Как правило, лягушки способны совершать резкие движения, что позволяет им ловить добычу и ускользать от хищников. Эффективные способы передвижения обеспечиваются несколькими особенностями строения конечностей:
- У многих лягушек, обитающих в водной среде, имеются плавательные перепонки между пальцами. Существует корреляция между относительной площадью перепонок и долей времени, которое животное проводит в воде[15]. Так, например, у африканской лягушки рода Hymenochirus, ведущей исключительно водный образ жизни, плавательные перепонки закрывают большую часть промежутка между пальцами, тогда как у австралийской лягушки Litoria caerulea, проводящей большую часть жизни на деревьях, перепонки покрывают от четверти до половины площади этих промежутков.
- У лягушек, ведущих древесный образ жизни, часто можно наблюдать особые подушечки на пальцах, позволяющие им держаться на вертикальных поверхностях. Хорошее сцепление с шершавыми поверхностями обеспечивается за счёт зубчатых микровыростов эпителия на поверхности этих подушечек. Кроме того, здесь расположены многочисленные слизистые железы, которые секретируют слизь в пространство между клетками подушечек, имеющее вид тонких канальцев. Слизь хорошо смачивает гладкие поверхности и позволяет бесхвостому удерживаться на них за счёт капиллярного притяжения[23]. Многие древесные лягушки имеют характерную особенность строения бедренного сустава, которая позволяет им передвигаться не только прыжками (как прочие лягушки), но и шагом. У древесных лягушек, живущих на большой высоте, тоже можно обнаружить межпальцевые перепонки. У этих видов перепонки адаптированы для замедления падения, а у некоторых видов даже для планирования[24].
- У наземных лягушек вышеупомянутые адаптации отсутствуют. Их задние конечности, как правило, обладают более развитой мускулатурой, по сравнению с их водными и древесными собратьями. У некоторых наземных видов, роющих почву, можно обнаружить на кончиках пальцев небольшие мозоли, приспособленные для рытья.

Развитие конечностей может быть осложнено в некоторых ситуациях:
- Одна из зародышевых задних конечностей головастика может быть съедена хищником, например, личинкой стрекозы. В большинстве случаев это не препятствует регенерации полноценной конечности, но иногда она может оказаться изуродованной или не развиться вообще (тем не менее животное может выжить и с тремя конечностями).
- Паразитический плоский червь из рода Ribeiroia, внедряясь в заднюю часть тела головастика, может изменять положение клеток зародышевых конечностей. Это иногда приводит к развитию одной или двух дополнительных конечностей[25].

### Кожа

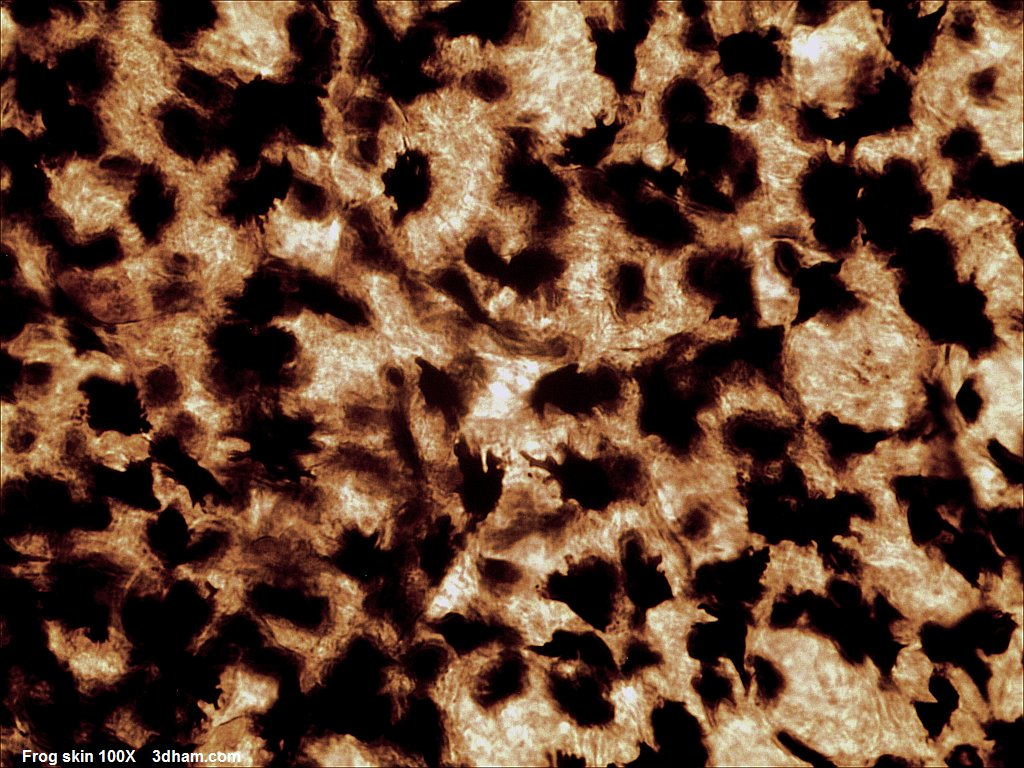
Кожа лягушки под микроскопом

У многих видов лягушек кожа проницаема для воды (самый проницаемый участок кожи — область таза). Эта особенность создаёт для лягушек угрозу потери жидкости и пересыхания. У некоторых лягушек, ведущих древесный образ жизни, можно обнаружить адаптацию в виде дополнительного водонепроницаемого слоя кожи. Другие лягушки минимизируют потерю воды поведенческими адаптациями: ночным образом жизни, принятием поз, уменьшающих площадь соприкосновения кожи с воздухом: например, они отдыхают в группах, тесно прижавшись друг к другу.
Кожа лягушек помогает им маскироваться. Представители некоторых видов способны менять оттенок кожи, чтобы лучше сливаться с окружающим фоном.
Некоторые виды лягушек меняют окрас кожи в зависимости от уровня освещения и влажности окружающей среды. Эту способность обеспечивают специальные клетки, наполненные пигментом, размер которых меняется под влиянием света и влажности. Изменение окраса кожи от более светлого к более тёмному способствует терморегуляции этих видов.

### Ядовитость

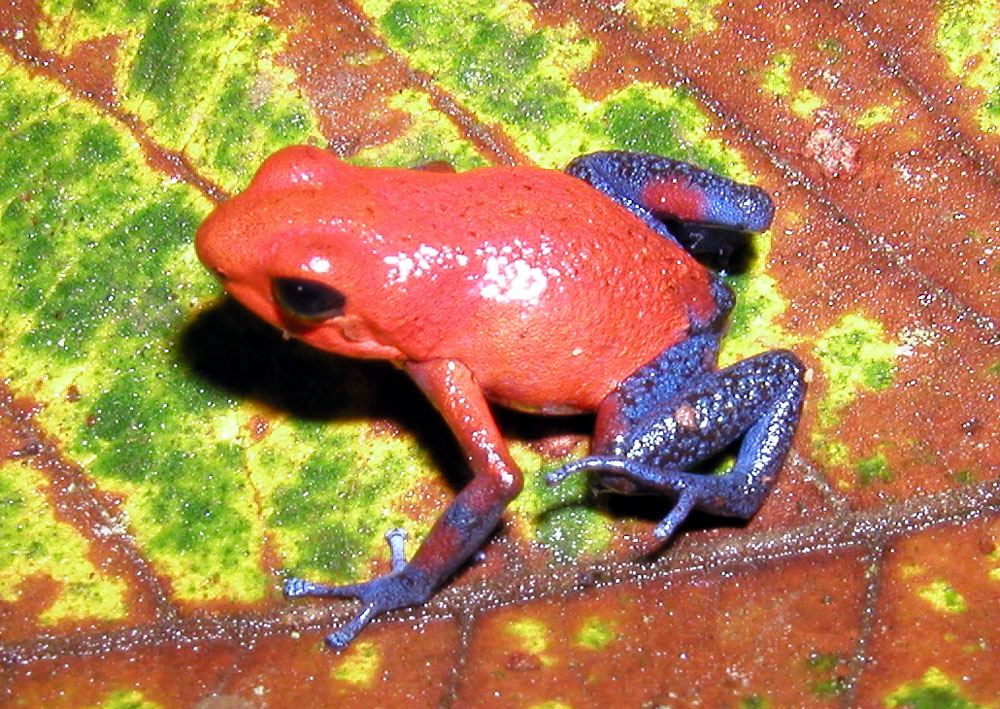
Яд лягушки маленький древолаз служил для изготовления отравленных стрел

Многие лягушки вырабатывают токсичные вещества, служащие им как для защиты от хищников, так и для нападения. Химический состав яда лягушек зависит от вида и может включать в себя раздражители кожи, галлюциногены, нервно-паралитические токсины, вазоконстрикторы, токсины, вызывающие конвульсии и другие. Хищники, специализирующиеся на определённых видах лягушек, как правило, адаптированы к присущему этим видам типу яда, но неспециализированные животные, как и человек, могут серьёзно пострадать от контакта с ядом лягушек, в некоторых случаях приводящего к летальному исходу.
Источник ядовитых веществ у лягушек тоже неодинаков. Некоторые лягушки генерируют токсины сами, другие же используют токсины, полученные с пищей (чаще всего от членистоногих). Как правило, лягушки сигнализируют о своей ядовитости с помощью яркой, насыщенной, «предупредительной» окраски. Существуют также неядовитые виды лягушек, мимикрирующих под ядовитые виды своей окраской, которая отпугивает хищников.

### Дыхательная система и кровообращение
Кожа лягушек проницаема для молекул кислорода, углекислого газа и воды. Кровеносные сосуды, расположенные прямо под кожей, позволяют им дышать при полном погружении в воду, так как кислород проходит из воды через кожу прямо в кровь. На суше лягушки дышат с помощью лёгких. У них отсутствует система мышц (брюшных, диафрагмы и межрёберных), которая обеспечивает у млекопитающих механизм вдоха-выдоха. Вместо неё у лягушек растягивается горло, воздух входит через ноздри, а затем сжатие мышц ротовой полости загоняет воздух в лёгкие. В августе 2007 года был открыт вид лягушек Barbourula kalimantanensis, ведущих полностью водный образ жизни. Это первый открытый вид лягушек, не имеющих лёгких.
Лягушки имеют трёхкамерное сердце, как и рептилии (за исключением крокодилов, у которых сердце четырёхкамерное). Насыщенная кислородом кровь из лёгких поступает в сердце через левое предсердие, а обогащённая углекислым газом кровь из тканей, а также насыщенная кислородом кровь из кожных вен — через правое . Таким образом, в левом предсердии кровь у лягушек артериальная, а в правом — смешанная. Специальный клапан регулирует подачу крови из желудочка сердца в аорту или в лёгочную артерию, в зависимости от типа крови. Этот механизм обеспечивает минимальное смешивание крови с повышенной концентрацией кислорода и крови, насыщенной углекислым газом, и, таким образом, способствует более активному обмену веществ.
Некоторые виды лягушек адаптированы к выживанию в воде с пониженной концентрацией кислорода. Так, например, лягушка Telmatobius culeus, обитающая в высокогорном озере Титикака, имеет морщинистую кожу с увеличенной площадью поверхности, что способствует обмену газов. Как правило, эта лягушка не использует свои рудиментарные лёгкие. Наблюдения показали, что представители этого вида, находясь на дне озера, время от времени совершают ритмичные движения вверх-вниз, что увеличивает течение воды вокруг них.

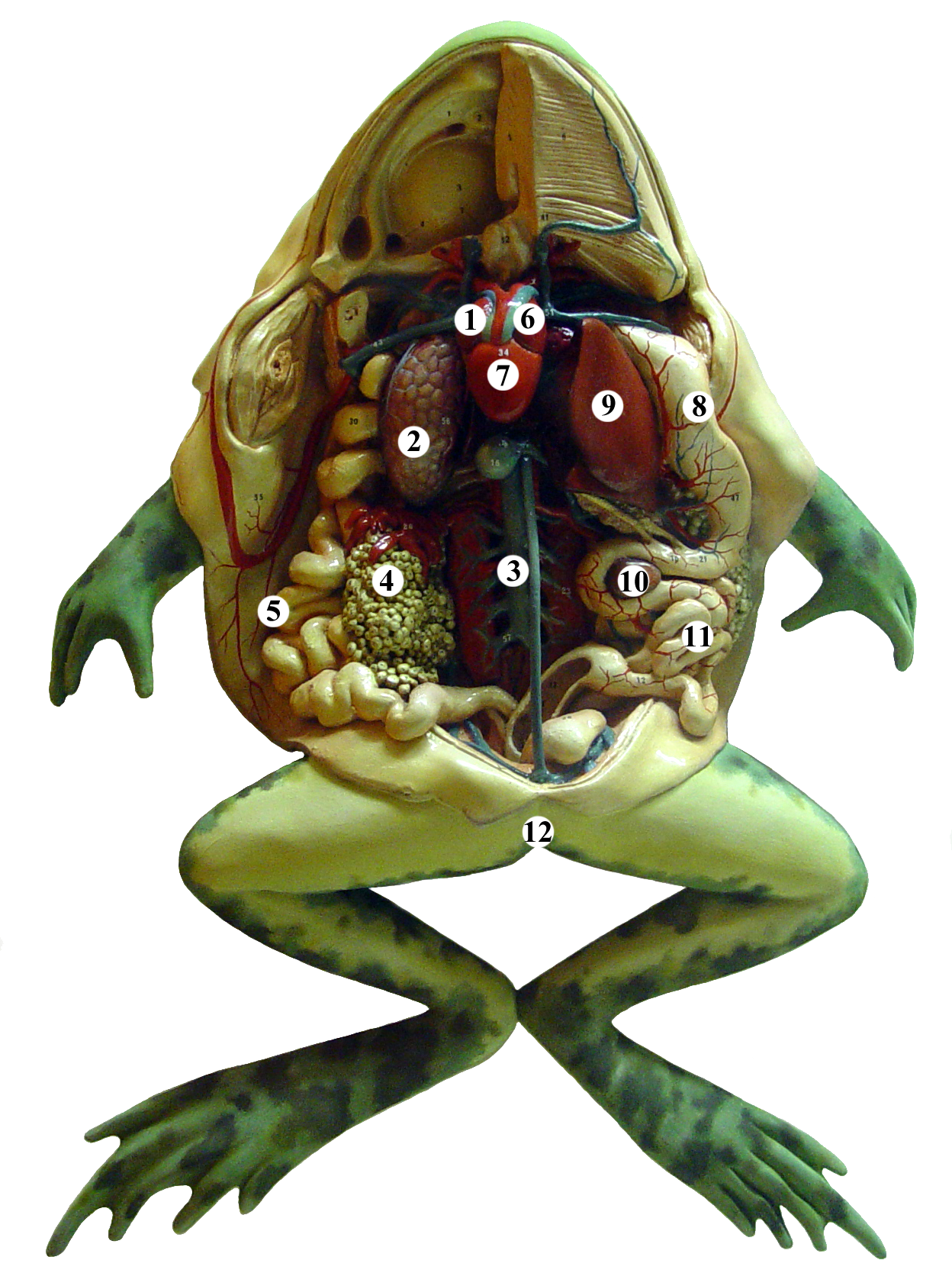
1 Правое предсердие, 2 лёгкие, 3 аорта, 4 икра, 5 толстая кишка, 6 левое предсердие, 7 желудочек сердца, 8 желудок, 9 печень, 10 жёлчный пузырь, 11 тонкий кишечник, 12 клоака

### Пищеварительная система
Зубы лягушек, т. н. педицеллярные зубы, расположены в верхней челюсти, с их помощью животные удерживают пищу перед тем, как её проглотить. Эти зубы недостаточно крепки для укусов или поимки жертвы. Свою пищу (мух и других мелких движущихся животных) лягушки ловят липким, раздвоенным языком. В пассивном состоянии язык свёрнут во рту. Он прикреплён спереди к челюстям, и лягушка может «выстрелить» им вперёд и возвратить его назад с большой скоростью. У некоторых лягушек нет языка, и они засовывают пищу в рот передними конечностями. У других глаза могут втягиваться через отверстия в черепе и, надавливая на пищу, находящуюся во рту, проталкивать её в горло. Проглоченная пища проходит через пищевод в желудок, где обрабатывается пищеварительными энзимами. После этого она поступает в тонкий кишечник, где продолжает перевариваться. Секреция сока поджелудочной железы и жёлчи, производимой печенью и накапливающейся в жёлчном пузыре, происходит в тонком кишечнике. Там же происходит максимальная абсорбция питательных веществ и нутриентов. Непереваренные остатки пищи поступают в толстый кишечник, откуда после абсорбирования излишков воды переходят в клоаку.

### Выделительная система
Выделительная система лягушек схожа по своей структуре с системой млекопитающих. В её основе лежат две почки (мезонефрос), фильтрующие мочевину и другие продукты жизнедеятельности из крови. Полученный фильтрат почки концентрируют в мочу, которая затем проходит через мочеточник и скапливается в мочевом пузыре. Из мочевого пузыря продукты жизнедеятельности организма попадают в клоаку и оттуда — наружу.

### Репродуктивная система
Репродуктивная система лягушек, за отдельными исключениями, основана на внешнем оплодотворении. У многих видов лягушек самцы меньше самок. У самцов есть голосовые связки, а у многих видов и горловые мешки, с помощью которых они издают громкое кваканье в брачный сезон. Два семенника прикреплены к почкам, сперма проходит через почки, после чего попадает в мочеточники, а оттуда в клоаку. В отсутствие пениса сперма выбрасывается из клоаки прямо на икру, отложенную самкой во время амплексуса.
У самок есть парные яичники, расположенные около почек. Икринки проходят через парные яйцеводы наружу. Во время амплексуса хватка самца стимулирует откладывание икры самкой. Икринки, как правило, покрыты оболочкой, по консистенции напоминающей желе.

### Нервная система
Нервная система лягушек состоит из головного мозга, спинного мозга и нервов, а также периферических нервных ганглиев. Многие части головного мозга лягушек соответствуют частям человеческого мозга. Головной мозг состоит из двух обонятельных долей, двух церебральных хемисфер, шишковидного тела, двух зрительных долей, мозжечка и продолговатого мозга. Мозжечок контролирует мышечную координацию и равновесие, а продолговатый мозг управляет дыханием, пищеварением и прочими автоматическими функциями организма. Относительные размеры головного мозга лягушек намного меньше, чем у человека. Они имеют всего 10 пар черепных нервов и 10 пар спинальных нервов, по сравнению с млекопитающими, птицами и рептилиями, которые имеют 12 пар черепных нервов. У лягушек нет внешнего уха, а барабанные перепонки открыты наружу. Как и у прочих тетрапод, уши лягушек включают в себя вестибулярный аппарат. Имея относительно короткую ушную улитку, лягушки используют для распознавания звуков электрический аппарат (в отличие от механического у млекопитающих).

### Органы зрения

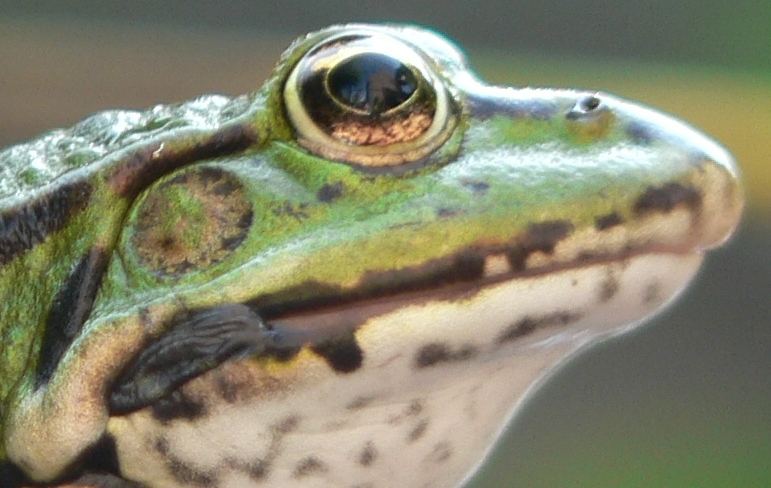
Голова лягушки. Виден глаз, ноздря, рот и барабанная перепонка позади глаза

Глаза лягушек расположены в верхней части головы и часто выдвинуты вперёд. Это обеспечивает им широкое поле зрения; лягушка может полностью погрузиться в воду, оставив над поверхностью лишь глаза. Глаза защищены подвижными веками и дополнительно прозрачной неподвижной мембраной, предохраняющей глаза во время пребывания в воде. Цвет радужной оболочки и форма зрачка у разных видов отличаются.
Лягушки лучше видят дальние объекты, чем ближние. Квакающие лягушки немедленно умолкают при виде потенциальной угрозы и даже её тени, но чем ближе объект, тем хуже они его видят. Когда лягушка выстреливает языком в сторону добычи, она реагирует на маленький движущийся объект, который плохо различим. Она прицеливается заранее, так как особенности анатомии вынуждают её закрывать глаза при вытягивании языка. Вопрос о наличии у лягушек цветного зрения не решён. Опытами была доказана положительная реакция лягушек на голубой свет.
Лягушки обладают уникальным среди позвоночных зрительным аппаратом. В ходе исследований было обнаружено, что почти 95 % информации поступает в рефлекторный отдел мозга. Это приводит к тому, что лягушка не видит, где она находится. Основной вывод — лягушки видят только движущиеся предметы.

### Органы слуха
Лягушки слышат как на земле, так и под водой. Внешнего уха у них нет, но, как правило, позади каждого глаза присутствует барабанная перепонка. Звук вызывает вибрацию перепонок, которые передают её в среднее и внутреннее ухо. Размер барабанных перепонок и дистанция между ними коррелируют с частотой звука, на которой квакает данная лягушка. У некоторых видов, например у лягушки-быка, размер перепонок относительно размера глаз указывает на половую принадлежность. У самцов перепонки больше глаз, а у самок они схожего размера. Как правило, лягушки не полагаются только на слух, и даже на резкий звук они не будут реагировать, пока не увидят его источник.

### Анабиоз
В экстремальных погодных условиях некоторые виды лягушек погружаются в состояние анабиоза и могут не проявлять никакой активности в течение нескольких месяцев. В холодных областях лягушки зимой впадают в спячку. Некоторые виды прячутся в расщелинах или закапываются в сухие листья. Водные виды (например, лягушка-бык), как правило, залегают на дне водоёма, частично погружаясь в ил, но сохраняя, тем не менее, доступ к кислороду, растворённому в воде. Их метаболизм замедляется, и они выживают за счёт потребления внутренних энергетических резервов.
Многие лягушки могут выжить после замерзания. Несмотря на то, что под их кожей и в полостях тела образуются кристаллы льда, жизненно важные органы защищены от замерзания вследствие высокой концентрации глюкозы в тканях. С виду безжизненная, замёрзшая лягушка может начать дышать и возобновить работу сердца, если её отогреть.
С другой стороны, Cyclorana alboguttata во время жаркого сухого сезона в Австралии впадает в состояние эстивации (летней спячки), обходясь без пищи и воды 9-10 месяцев в году. Эта лягушка зарывается в землю и сворачивается в защитном коконе, который образует её сброшенная кожа. Исследования показали, что во время эстивации метаболизм лягушки меняется так, что КПД митохондрий увеличивается, позволяя более эффективно использовать ограниченное количество энергетических ресурсов, доступных лягушке в состоянии спячки. Пытаясь ответить на вопрос, почему этот механизм не имеет широкого распространения в царстве животных, исследователи пришли к выводу, что он полезен только холоднокровным животным, находящимся в состоянии анабиоза в течение длительного периода, чьи энергетические затраты крайне низки, поскольку у них нет необходимости постоянно генерировать тепло. Другое исследование показало, что для удовлетворения минимальных энергетических требований у лягушки атрофируется большинство мышц (за исключением мышц задних конечностей).

## Коммуникация

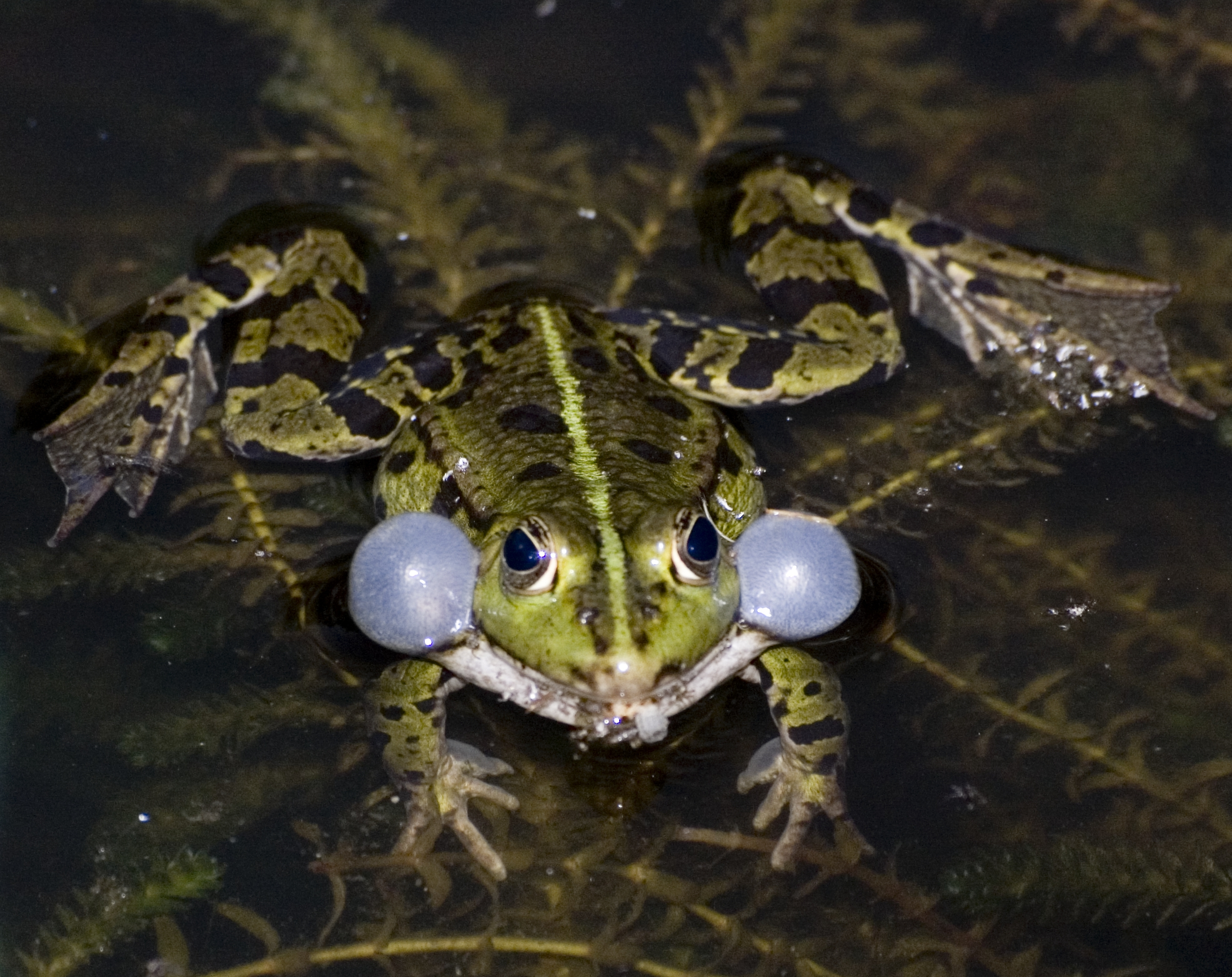
Квакающая съедобная лягушка. Хорошо видны горловые мешки по сторонам рта

Для каждого вида лягушек характерен свой тип кваканья. Кваканье — это звук, который производит проходящий через гортань воздух. У многих видов есть дополнительные адаптации, усиливающие издаваемый звук, — горловые мешки, которые представляют собой растягивающиеся кожные мембраны, расположенные под горлом или по сторонам рта. У некоторых представителей лягушек (например, норниц и необатрахусов) нет горловых мешков, но тем не менее они способны издавать громкое кваканье, так как их ротовая полость имеет форму купола и достаточно большой объём, чтобы функционировать как усилитель. Кваканье некоторых видов лягушек слышно дальше чем за километр.
Виды лягушек, обитающие преимущественно вдоль проточной воды, часто не имеют адаптаций для усиления звука, так как шумный фон делает звуковую коммуникацию неэффективной. Вместо неё эти виды используют визуальные способы общения («семафорят» друг другу).
Как показывают наблюдения, основная доля коммуникации лягушек приходится на привлечение самок. Самцы могут квакать в одиночестве, а могут создавать хор, когда много самцов собирается в удобных для спаривания местах. Самки многих видов лягушек (например, Polypedates leucomystax) также квакают в ответ на призывы самцов, что, возможно, повышает локальную репродуктивную активность. Самки предпочитают самцов, издающих более громкие и низкие звуки, которые указывают на здорового и крепкого самца, способного производить наилучшее потомство.
Отдельный класс звуков издают самцы или незаинтересованные самки, осёдланные другим самцом. Это характерный чирикающий звук, который сопровождает вибрация тела. Древесные и некоторые виды наземных лягушек имеют в своём репертуаре звук-предупреждение о надвигающемся ливне, который они издают при сочетании некоторых климатических условий, а также специфический звук, отгоняющий чужих самцов с удерживаемой территории. Все эти звуки лягушки издают с закрытым ртом.
Некоторые лягушки в состоянии смертельной опасности издают сигнал бедствия с открытым ртом, получая высокий пронзительный звук. Как правило, его издаёт лягушка, схваченная хищником. Иногда дезориентированный этим воплем хищник выпускает лягушку, а иногда на него сбегаются другие хищники, отвлекая поймавшего жертву, что позволяет ей вырваться.

## Передвижение
Лягушки передвигаются различными способами. В зависимости от среды обитания они прыгают, бегают, ходят шагом, плавают, роют норы, лазают по деревьям или планируют.

### Прыганье

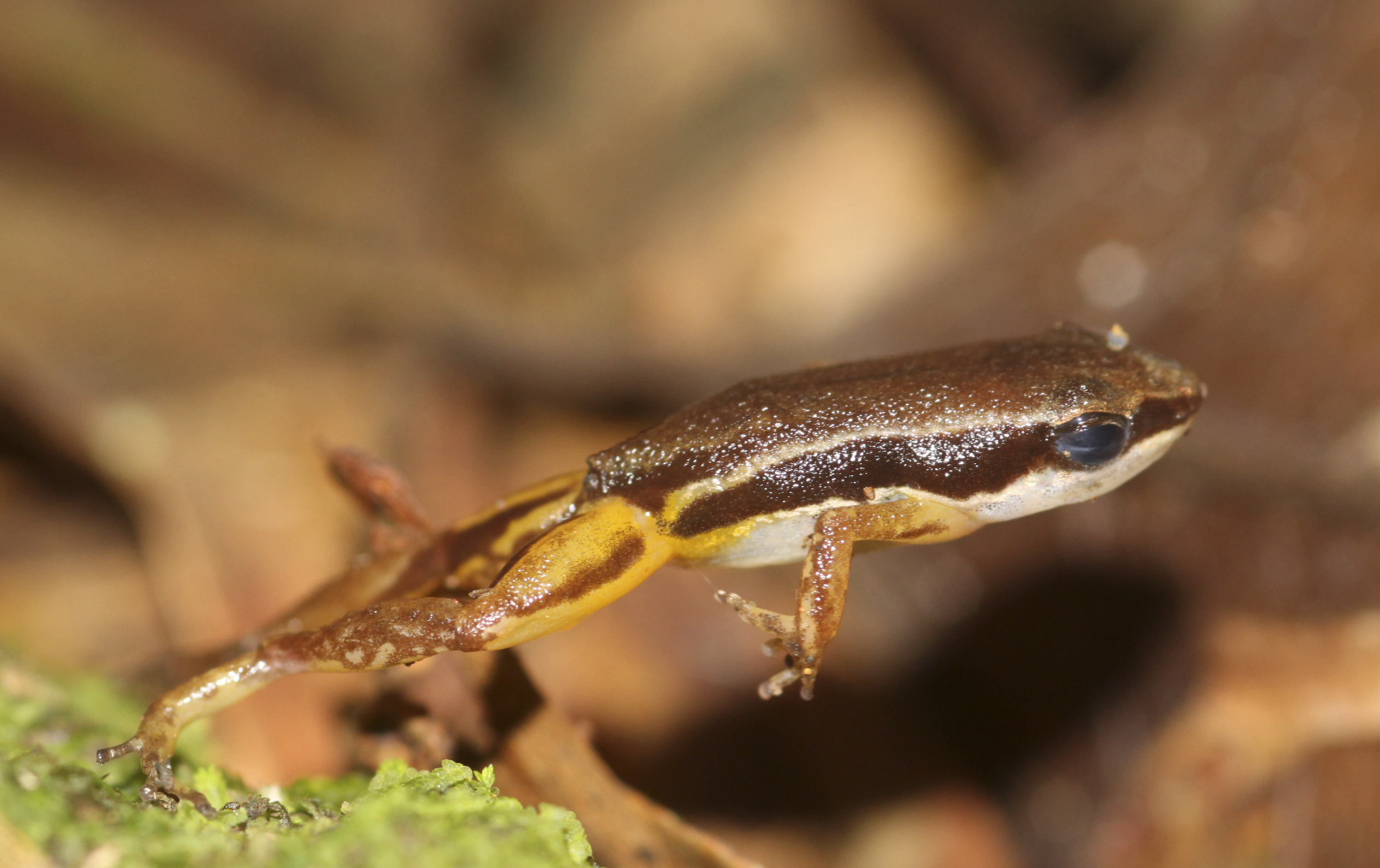
Colostethus flotator в прыжке

Лягушки считаются лучшими прыгунами из всех позвоночных (по длине прыжка относительно размеров тела). Австралийская лягушка Litoria nasuta может прыгать на расстояние, превышающее длину её тела (5.5 см) более чем в 50 раз. Ускорение в прыжке может достигать 20 м/с2. Виды лягушек сильно отличаются друг от друга по своим способностям к прыжкам. Внутри вида существует положительная корреляция между размером особи и длиной прыжка, но относительная длина прыжка (длина прыжка, поделённая на длину тела) при этом уменьшается. Индийская лягушка Euphlyctis cyanophlyctis имеет уникальную способность выпрыгивать из воды из позиции лёжа на поверхности. Крошечные лягушки Acris crepitans могут «перебегать» по поверхности пруда короткими резкими прыжками.
Способность к прыжкам у лягушек обусловлена тем, что большая часть их опорно-двигательного аппарата модифицирована для прыжков. Голень, фибула и ступни слиты в единую, прочную кость, равно как и лучевая и локтевая кости передних конечностей (они гасят инерцию во время приземления). Плюсны вытянуты, увеличивая длину ноги, что позволяет лягушке отталкиваться от земли в течение более длительного времени, увеличивая ускорение. Подвздошная кость также вытянута и формирует с крестцом подвижный сустав, который у эволюционно продвинутых лягушек, таких как Ranidae и Hylidae, функционирует подобно дополнительному суставу конечности, увеличивая силу прыжка. Хвостовые позвонки срослись в уростиль, расположенный внутри таза. Он позволяет эффективно передавать импульс прыжка от ног к телу.
Подобным же образом модифицирована мускулатура лягушек. Подобно прочим животным, обладающим конечностями, у древних лягушек их движение регулировалось парами мышц — сгибателями и разгибателями. У современных лягушек мышцы, способствующие прыжку, непропорционально развиты (основные ножные мышцы составляют более 17 % от общей массы лягушки), тогда как мышцы, возвращающие конечности в начальную позицию, практически атрофированы. Замедленная съёмка прыжка показывает, что мышцы ног могут сгибаться пассивно. Вначале они растягиваются (при том, что лягушка продолжает сидеть), затем сжимаются и тут же разгибаются снова, отправляя лягушку в воздух. Во время прыжка передние конечности прижаты к груди, а задние вытянуты во всю длину. У некоторых видов лягушек (например, Osteopilus septentrionalis и Rana pipiens) максимальное усилие, прикладываемое мышцами во время прыжка, может превышать их теоретическую мощность. Это происходит за счёт того, что после сгибания и сжимания мышцы в первый раз полученная энергия переходит к натянутому сухожилию, которое оборачивается вокруг кости лодыжки. При втором сжимании мышц это сухожилие высвобождается подобно катапульте, придавая лягушке ускорение, которого было бы невозможно добиться одним лишь мышечным усилием. Похожий механизм был найден у некоторых кузнечиков, в том числе у саранчи.

### Бег и ходьба
Некоторые виды лягушек имеют короткие задние конечности и передвигаются шагом, а не прыжками. Быстрое передвижение у представителей этих видов обеспечивают либо ускоренные движения конечностей (быстрая ходьба), либо быстрые короткие прыжки. Лягушка Kassina maculata имеет короткие и тонкие конечности, не приспособленные к прыганью. Эта лягушка может быстро бегать, поочерёдно передвигая задние ноги. Замедленная съёмка показала, что аллюр этой лягушки не меняется в зависимости от скорости бега (в отличие, например, от лошади, которая бежит рысью на средних скоростях, а на высоких переходит на галоп). Этот вид также умеет залезать на деревья и кусты, чем активно пользуется по ночам для ловли насекомых. Индийская лягушка Euphlyctis cyanophlyctis имеет широкие ступни ног и может пробегать несколько метров разом по поверхности воды.

### Плавание
Лягушки, обитающие в воде, адаптированы к плаванию; для строения их тела характерны сильные задние конечности и наличие плавательных межпальцевых перепонок. Перепонки увеличивают площадь поверхности ступни (наподобие ласт) и способствуют быстрому передвижению лягушек в воде. Представители семейства Pipidae ведут полностью водный образ жизни и поэтому лучше всего приспособлены к этой среде обитания. У них негибкий позвоночник, туловище сплюснуто и вытянуто, мощные задние конечности снабжены большими перепонками, а для лучшей ориентации в воде имеется орган боковой линии. Головастики, как правило, имеют большие хвостовые плавники, придающие ускорение, направленное вперёд, когда хвост движется из стороны в сторону. В воде лягушки наиболее беспомощны во время метаморфоза, когда хвост уже атрофирован, а ноги ещё не полностью функциональны.

### Рытьё нор

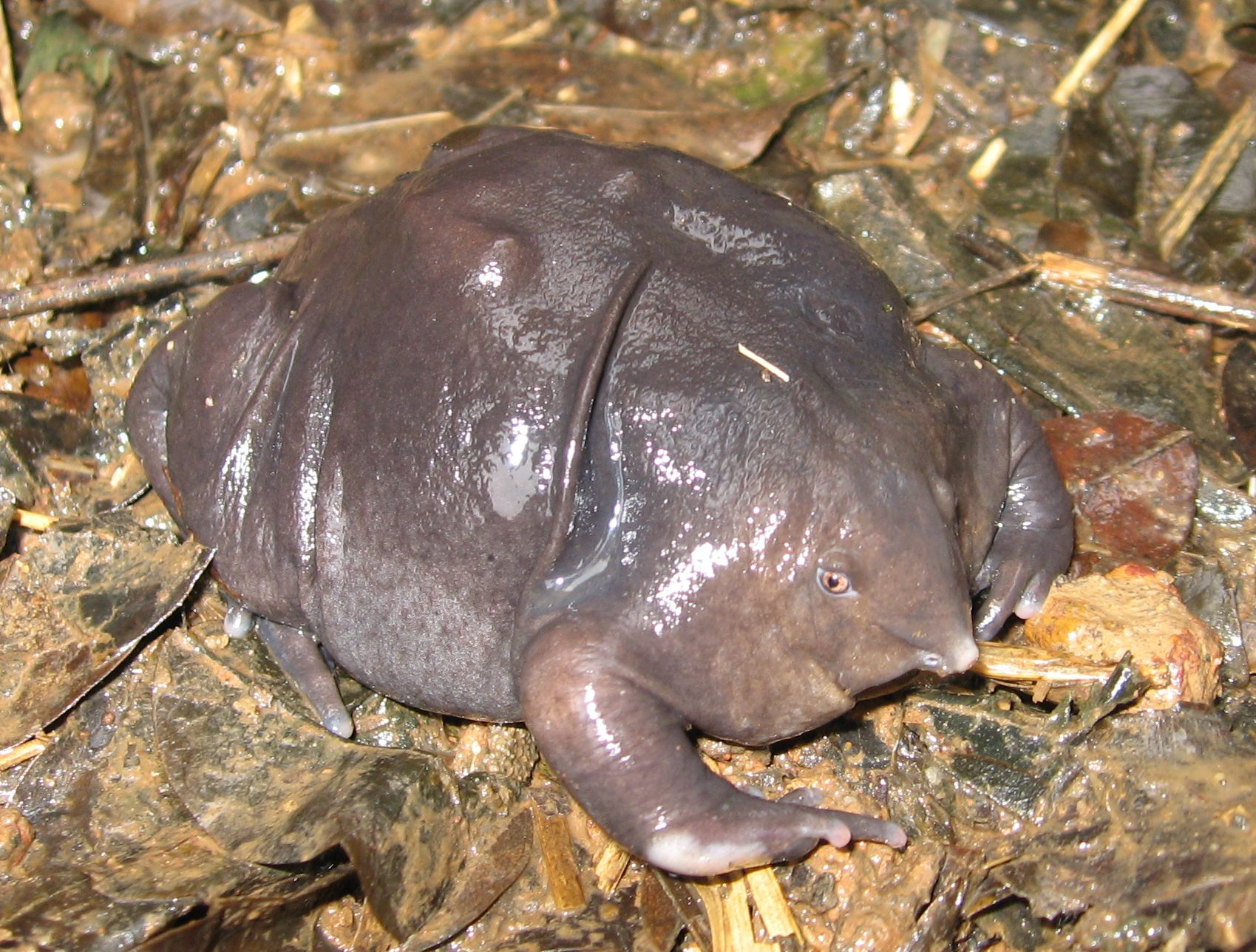
Nasikabatrachus sahyadrensis

Некоторые лягушки адаптировались к жизни под землёй и, как следствие, к рытью нор. У этих видов лягушек, как правило, округлое туловище, короткие конечности, маленькая голова с выпученными глазами, а задние ноги адаптированы к рытью. Примером высокой специализации в этом направлении служит Nasikabatrachus sahyadrensis, южноиндийский вид. Она питается термитами и проводит под землёй почти всю свою жизнь. Вылезает она на короткий период во время муссонов, когда в лужах происходит спаривание и размножение. У этой лягушки крошечная голова с вытянутой мордой и округлое тело. Из-за своего подземного образа жизни этот вид был впервые описан лишь в 2003 году, хотя местным жителям она была знакома уже давно.
Другой роющий вид, австралийский Heleioporus albopunctatus, ведёт совсем иной образ жизни. Эта лягушка роет нору на берегу или под дном реки и регулярно вылезает за пропитанием. Спаривание и откладывание икры происходит в гнезде внутри норы. Икринки развиваются до определённой стадии, но головастики не покидают их до тех пор, пока нору не зальёт сильным ливнем. Только тогда головастики выплывают в открытую воду, где быстро завершают своё развитие. Мадагаскарские лягушки из рода Scaphiophryne зарываются в сухие листья. Один из представителей этого рода, Scaphiophryne marmorata, имеет сплющенную голову и хорошо развитые плюсневые наросты на задних ногах, помогающие ему закапываться. На передних ногах этой лягушки есть увеличенные пальцевые диски, которые помогают ей пробираться через кусты. Этот вид лягушек размножается в лужах, появляющихся после дождей.

### Древолазание

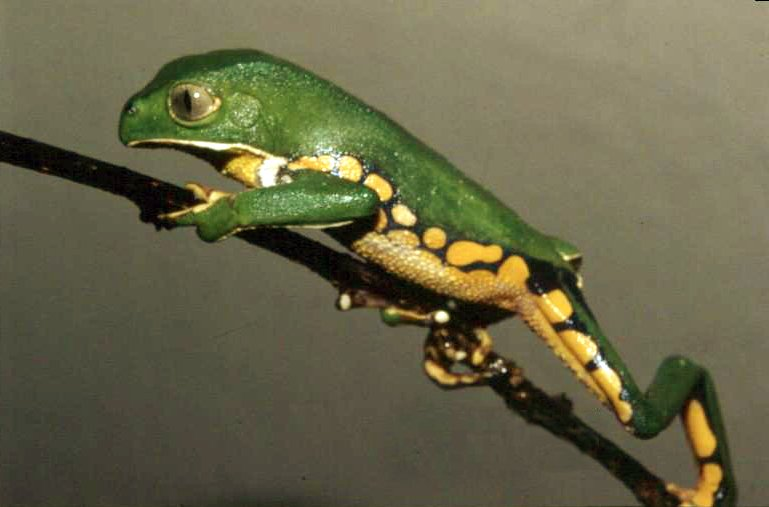
Phyllomedusa burmeisteri

Древесные лягушки обитают в кронах деревьев, где они лазают по веткам, иголкам и листьям. Некоторые из них вообще никогда не спускаются на землю. «Настоящие» древесные лягушки принадлежат к семейству квакши, или древесные лягушки, но встречаются представители других семейств лягушек, адаптированные к древесному образу жизни.

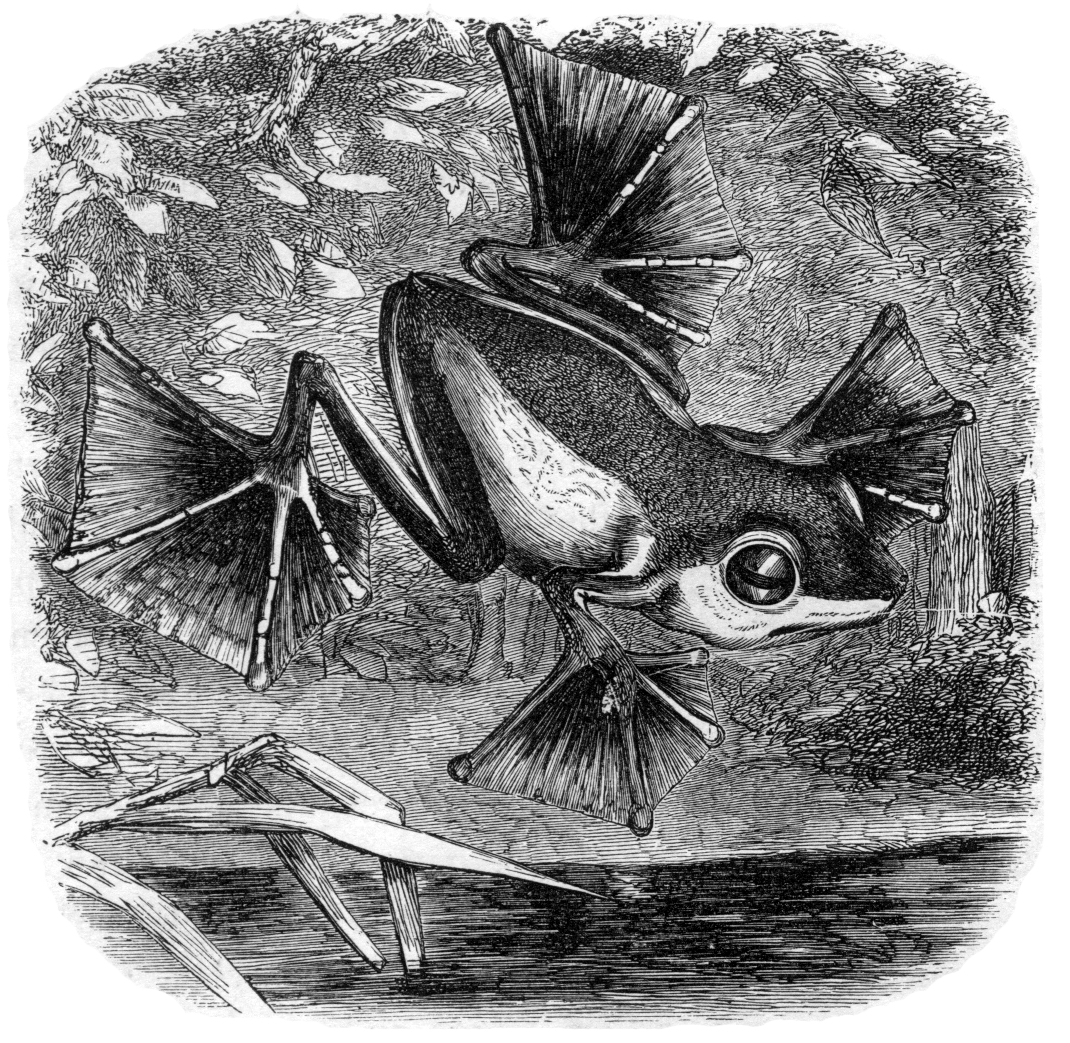
Иллюстрация планирующей лягушки из книги Альфреда Уоллеса «Малайский архипелаг, страна орангутанга и райской птицы»

Так, среди древесных лягушек встречаются представители семейств древолазы, прыгуньи, стеклянные и веслоногие лягушки. Большинство древесных лягушек не превышают 10 см в длину и обладают длинными ногами и длинными ступнями с клейкими подушечками на пальцах. Древесные лягушки обладают развитым аппаратом ориентации в пространстве и могут поймать насекомое, повиснув на ветке вниз головой на одном пальце, или же сидя на тростинке, раскачивающейся на ветру. У некоторых представителей подсемейства Phyllomedusinae на ногах есть противопоставленные пальцы. Лягушка Phyllomedusa ayeaye имеет один противопоставленный палец на каждой передней конечности и по два противопоставленных пальца на задних конечностях. Это позволяет ей хвататься за стебли прибрежных растений.

### Планирующий полёт
На протяжении своей эволюционной истории несколько не связанных между собой видов лягушек адаптировались к планирующему полёту. Некоторые виды лягушек в тропических лесах специализированы для планирования с дерева на дерево или имеют возможность контролируемо прыгать с дерева на землю («парашютирование»). Типичным представителем является лягушка Rhacophorus nigropalmat, обитающая в Малайзии и Борнео. У неё большие ступни, кончики пальцев расширены и оснащены клейкими подушечками, между пальцами есть летательные перепонки, а вдоль конечностей и области таза имеются дополнительные складки кожи. Растягивая пальцы и конечности, эта лягушка может планировать на значительные расстояния (до 15 метров) между деревьями, изменяя по мере надобности направление движения.

## Самозащита

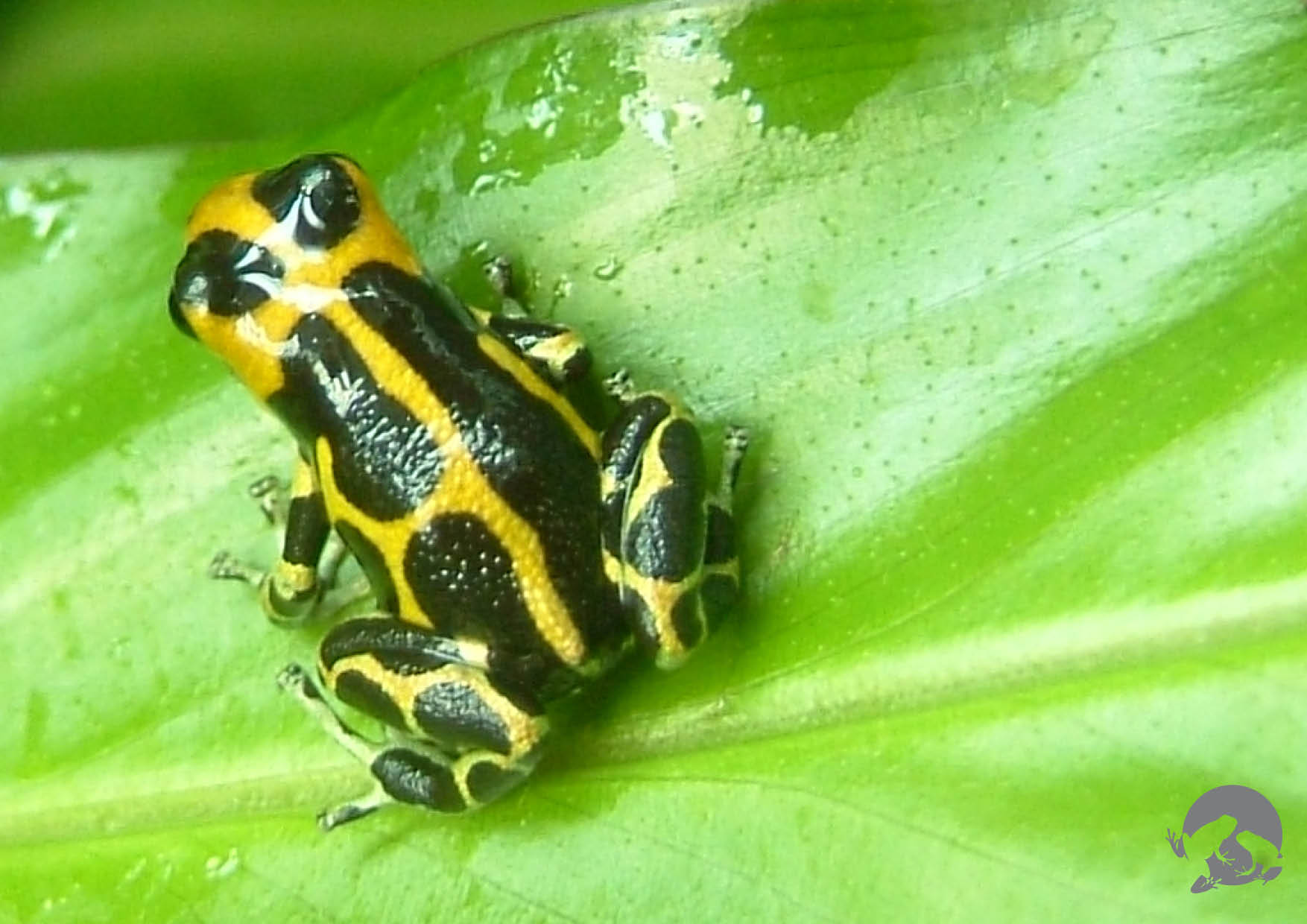
Неядовитая лягушка Ranitomeya imitator

На первый взгляд, лягушки выглядят достаточно беззащитными ввиду их небольших размеров, медленного передвижения, тонкой кожи и отсутствия защитных приспособлений (например, рогов, зубов и когтей). Многие лягушки имеют окраску нейтральных цветов, позволяющую им быть незаметными на фоне окружающей среды (пока лягушка неподвижна). Другие способны совершать большие прыжки с суши в воду, что позволяет им убежать от хищников.
Многие лягушки продуцируют токсичные вещества (буфотоксины), делающие их несъедобными для неспециализированных хищников. Некоторые лягушки имеют большие паротоидные железы, расположенные позади глаз, выделяющие слизь и токсины, которые делают лягушек одновременно скользкими и ядовитыми. Если эффект отравления чувствуется моментально, хищник может выпустить лягушку. Если яд имеет замедленное действие, пойманную лягушку он не спасёт, но хищник (если выживет) будет в дальнейшем избегать представителей данного вида.
Ядовитые лягушки, как правило, сигнализируют о своей токсичности с помощью яркого окраса кожи (адаптивная стратегия, называемая апосематизмом). Некоторые неядовитые виды мимикрируют под ядовитых. Так, например, лягушка Allobates zaparo неядовита, но мимикрирует под два разных вида, которые обитают на её территории. В случае присутствия обоих видов вместе, Allobates zaparo копирует менее токсичную.

## Жизненный цикл

### Размножение

Развитие зародыша Rana temporaria в икринках в течение 11 дней

У лягушек наблюдаются два типа брачного поведения: сезонный и спонтанный. При первом типе, характерном для большинства видов лягушек, в определённые периоды года взрослые лягушки собираются для размножения в прудах, озёрах или ручьях. Многие лягушки возвращаются к тому водоёму, в котором они развивались головастиками. В результате можно наблюдать сезонные миграции, в которые вовлечены тысячи особей. При спонтанном типе размножения взрослые лягушки прибывают на места размножения, подталкиваемые некой внешней причиной (например, выпадением осадков в засушливой местности). В данном случае размножение и развитие икринок и головастиков происходит с максимальной скоростью, до того, как недолговечные водоёмы (лужи) успеют высохнуть.

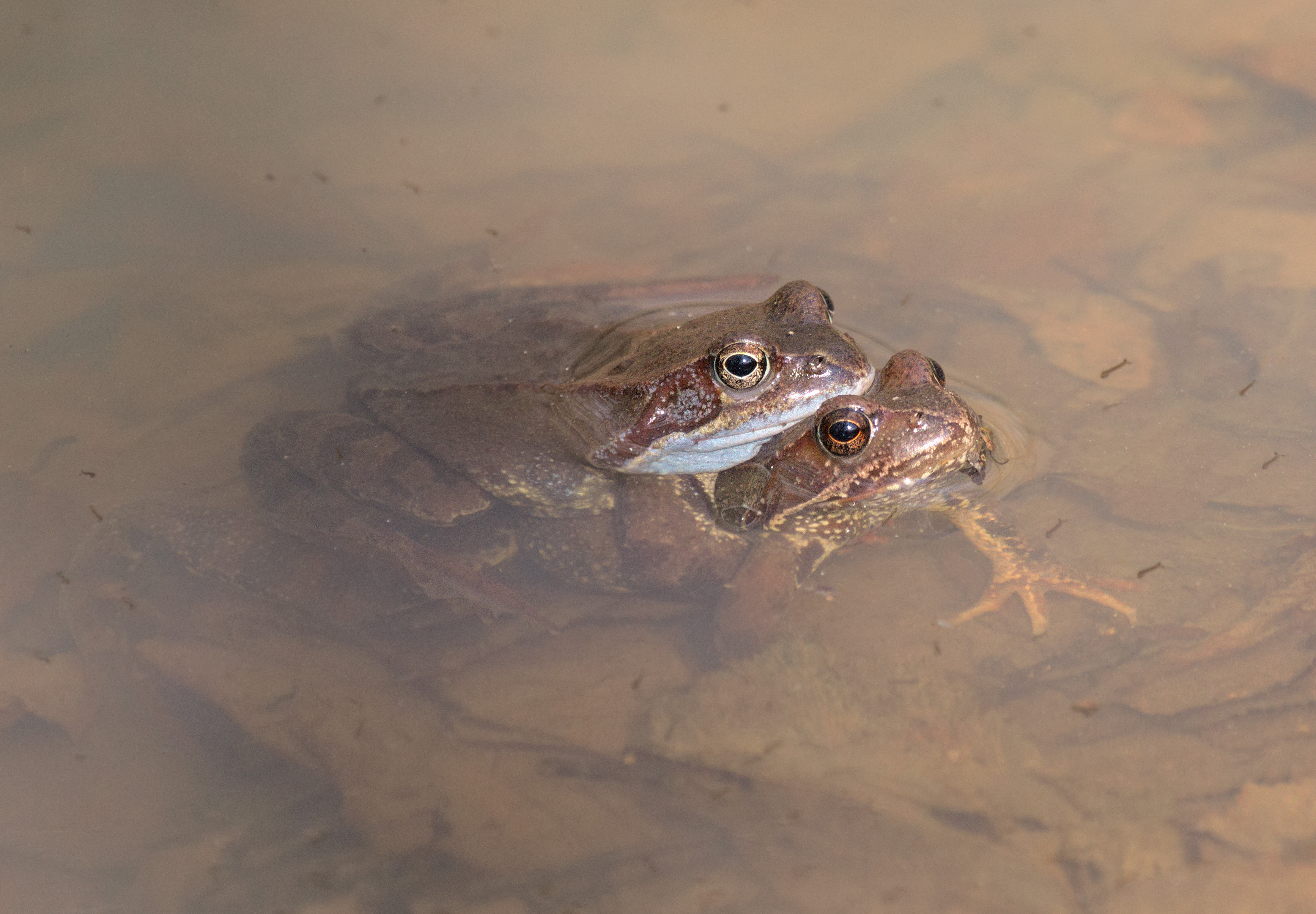
Травяные лягушки спаривающиеся в воде

Самцы видов лягушек с сезонным типом брачного поведения обычно первыми прибывают в места размножения и остаются там продолжительное время, призывая кваканьем самок и защищая свою территорию от других самцов. Самки появляются позже лишь на время спаривания и икрометания. В этой ситуации количество самцов у кромки воды всегда превышает количество самок, поэтому среди самцов существует жёсткая конкуренция. Крупные и сильные самцы издают более низкие звуки и захватывают самые привлекательные для размножения места. Наблюдения показали, что самки предпочитают именно таких самцов. У некоторых видов самцы могут применять технику перехвата. У них нет своей территории и они не квакают, а перехватывают самок, находящихся на пути к зовущему самцу. Поскольку кваканье требует больших затрат энергии, иногда роли меняются и зовущий самец оставляет свою территорию и становится перехватчиком.
У видов со спонтанным типом брачного поведения (например, рода лопатоногов Scaphiopus) основной упор делается не на выбор партнёра, а на скорость размножения. Соответственно меняется и тактика. Самец, первым обнаруживший подходящее место (лужу), начинает громко призывать сородичей, на его зов сбегаются все окрестные представители обоих полов, которые тут же подхватывают призыв, создавая хор, слышный издалека. Иногда подходящие условия отсутствуют годами, и, соответственно, эти виды не размножаются несколько лет подряд. Самки вида Spea multiplicata обычно вымётывают за один брачный сезон около половины имеющейся у них в наличии икры. Предположительно, эта стратегия рассчитана на появление более подходящих условий для размножения в будущем.
За исключением некоторых представителей рода древолазов, образующих на время брачного сезона моногамные пары, все лягушки полигамны.
Как правило, процесс спаривания заключается в том, что самец осёдлывает самку в воде и обхватывает её туловище. Самка мечет икру, а самец покрывает её своей спермой (внешнее оплодотворение). У некоторых видов самцы могут задерживать икринки задними лапами на время, необходимое для оплодотворения.

### Икра

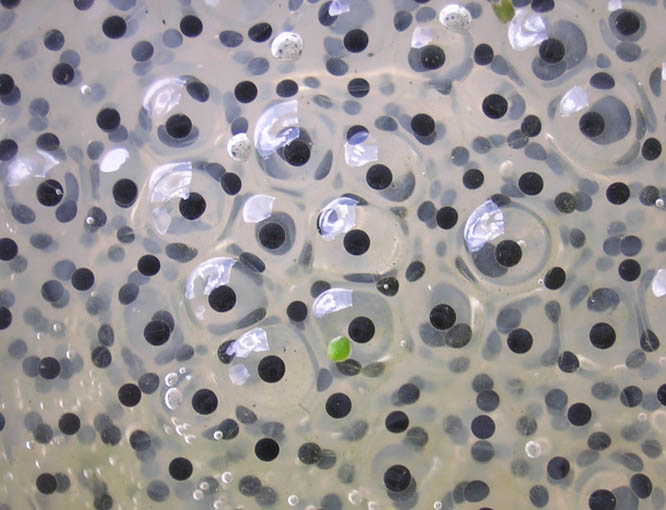
Лягушачья икра

Лягушачья икра, как правило, запакована в многослойный желатиновый материал, предоставляющий икринкам некоторую защиту и не препятствующий прохождению кислорода, углекислого газа и аммиака. Эта защитная оболочка впитывает влагу и разбухает в воде. После оплодотворения внутренняя часть икринки разжижается, что обеспечивает развивающемуся зародышу свободу движений. У некоторых видов (например, красноногой лягушки и Rana sylvatica) в желатиновом материале присутствуют одноклеточные зелёные водоросли. Было выдвинуто предположение, что они положительно влияют на развитие зародыша, повышая концентрацию кислорода, образующегося в процессе фотосинтеза. У большинства видов икринки чёрного или тёмно-коричневого цвета, что позволяет им нагреваться под лучами солнца сильнее окружающей среды. Так, например, температура внутри кластера икры Rana sylvatica была на 6 °C выше температуры воды, что способствовало быстрому развитию зародышей.
Размер и форма агломерата икры характерна для каждого вида. Лягушки семейства Ranidae имеют тенденцию к шарообразным кластерам. Крошечный кубинский свистун откладывает икринки по одной и зарывает их во влажную почву. Leptodactylus pentadactylus создаёт пенное гнездо в норе, откладывая в него около тысячи икринок. Головастики появляются на свет, когда вода заполняет нору, а иногда развитие полностью происходит в гнезде. Красноглазая квакша откладывает икринки на листья, расположенные над поверхностью водоёма. Вылупляясь, головастики падают с листьев в воду.
У некоторых видов на определённой стадии развития зародыши в икринках могут уловить вибрации, вызываемые хищниками (осами, змеями), и вылупиться раньше времени, чтобы приобрести мобильность и избежать гибели. В общем, длительность стадии развития зародышей в икре зависит от конкретного вида и окружающих условий. Как правило, головастики вылупливаются в течение недели после того, как капсула икринки распадается под воздействием гормона, вырабатываемого зародышем.

### Головастики

Жизненный цикл крикливой лягушки

Личинки лягушек, появляющиеся из икринок, известны как «головастики». Они ведут полностью водный образ жизни, но известно одно исключение — головастики вида Nannophrys ceylonensis полусухопутные и обитают среди мокрых камней. Их тело, как правило, имеет овальную форму, хвост длинный, сплющенный по вертикали, приспособлен для плаванья. У головастиков хрящевой скелет, глаза лишены век, есть орган боковой линии, для дыхания служат жабры. Вначале у головастиков появляются внешние жабры, а позже внутренние (жаберный мешок закрывает жабры и передние ноги). Развивающиеся лёгкие служат дополнительным дыхательным органом. Некоторые виды проходят метаморфоз ещё в икринке, и из икринок вылупляются лягушата. У головастиков нет настоящих зубов, но у многих видов челюсти покрыты параллельными рядами кератиновых зубчиков (два ряда на верхней челюсти, три ряда на нижней и роговой клюв). Количество рядов и точная морфология рта варьируют у разных видов и могут служить диагностическим признаком. Головастики семейства пиповые (за исключением рода Hymenochirus) имеют пару передних усиков, делающих их похожими на небольших сомиков.
Головастики, как правило, травоядны и питаются водорослями, отфильтрованными из воды через жабры. Некоторые виды являются хищниками уже на стадии головастика и питаются насекомыми (головастики Osteopilus septentrionalis практикуют каннибализм), а также поедают мелких рыб. Головастики, рано отрастившие ноги, могут стать жертвой своих собратьев.
На головастиков охотятся рыбы, саламандры, хищные жуки и птицы (например, зимородок). Некоторые головастики ядовиты. У разных видов лягушек стадия головастика продолжается от недели до нескольких месяцев и зависит от стратегии размножения.

### Метаморфоз
После завершения стадии головастика лягушки проходят процесс метаморфоза, во время которого системы организма резко перестраиваются во взрослую форму. Как правило, метаморфоз длится около суток. Он начинается с выработки гормона тироксина, который влияет на развитие тканей. Так, изменение органов дыхания включает в себя развитие лёгких параллельно с исчезновением жабр и жаберного мешка. Передние конечности становятся видимыми. Нижняя челюсть приобретает характерную для хищника форму, кишечник укорачивается. Нервная система адаптируется под стереоскопическое зрение и слух, а также под новые способы передвижения и питания. Глаза сдвигаются выше, формируются веки и связанные с ними железы. Модифицируются органы слуха (появляется слуховая перепонка и среднее ухо). Кожа становится толще и крепче, орган боковой линии исчезает (у большинства видов), формируются кожные железы. На последнем этапе метаморфоза исчезает хвост, ткани которого идут на развитие конечностей.

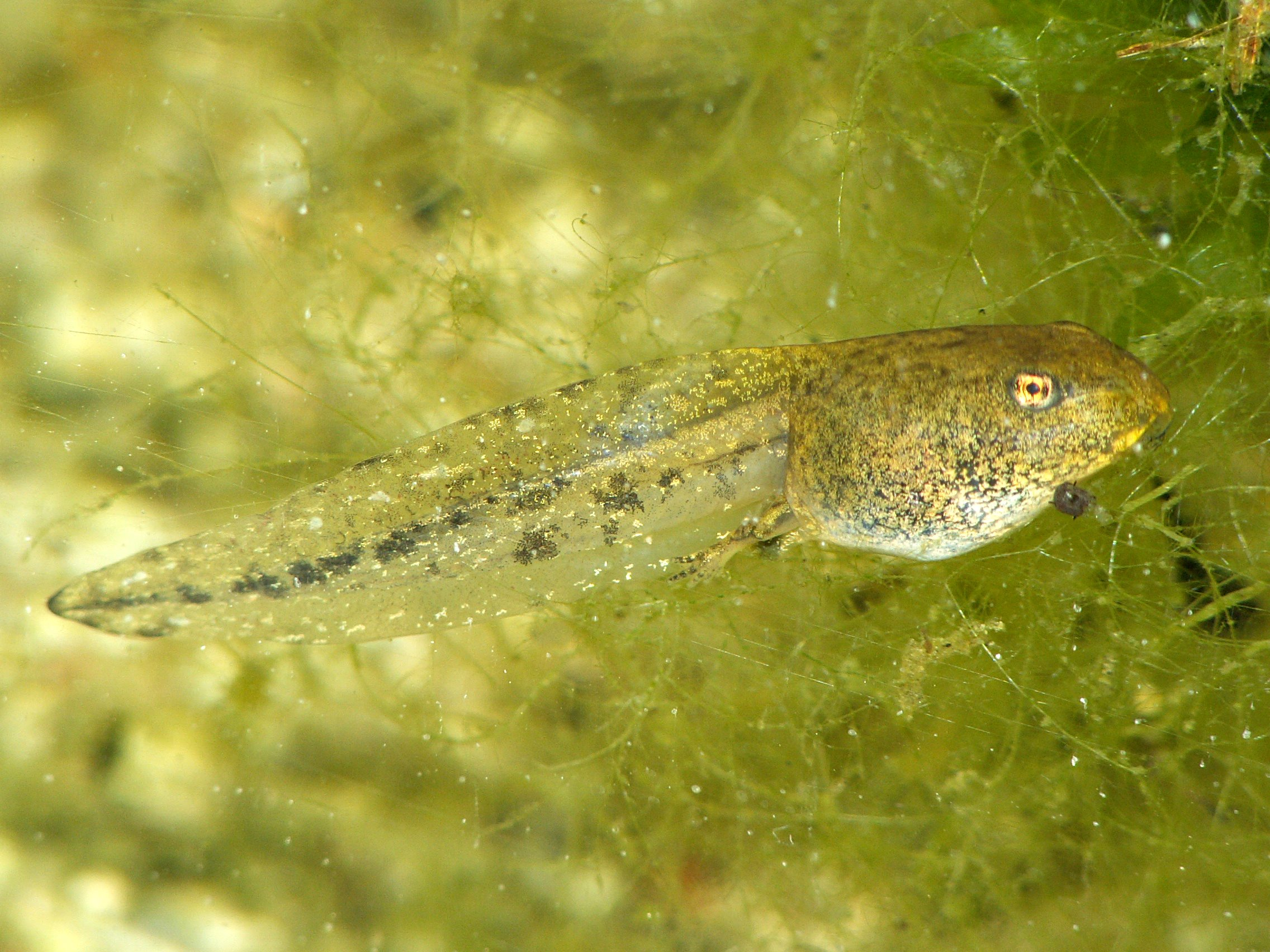
Личинка лягушки Rana temporaria за день до метаморфоза
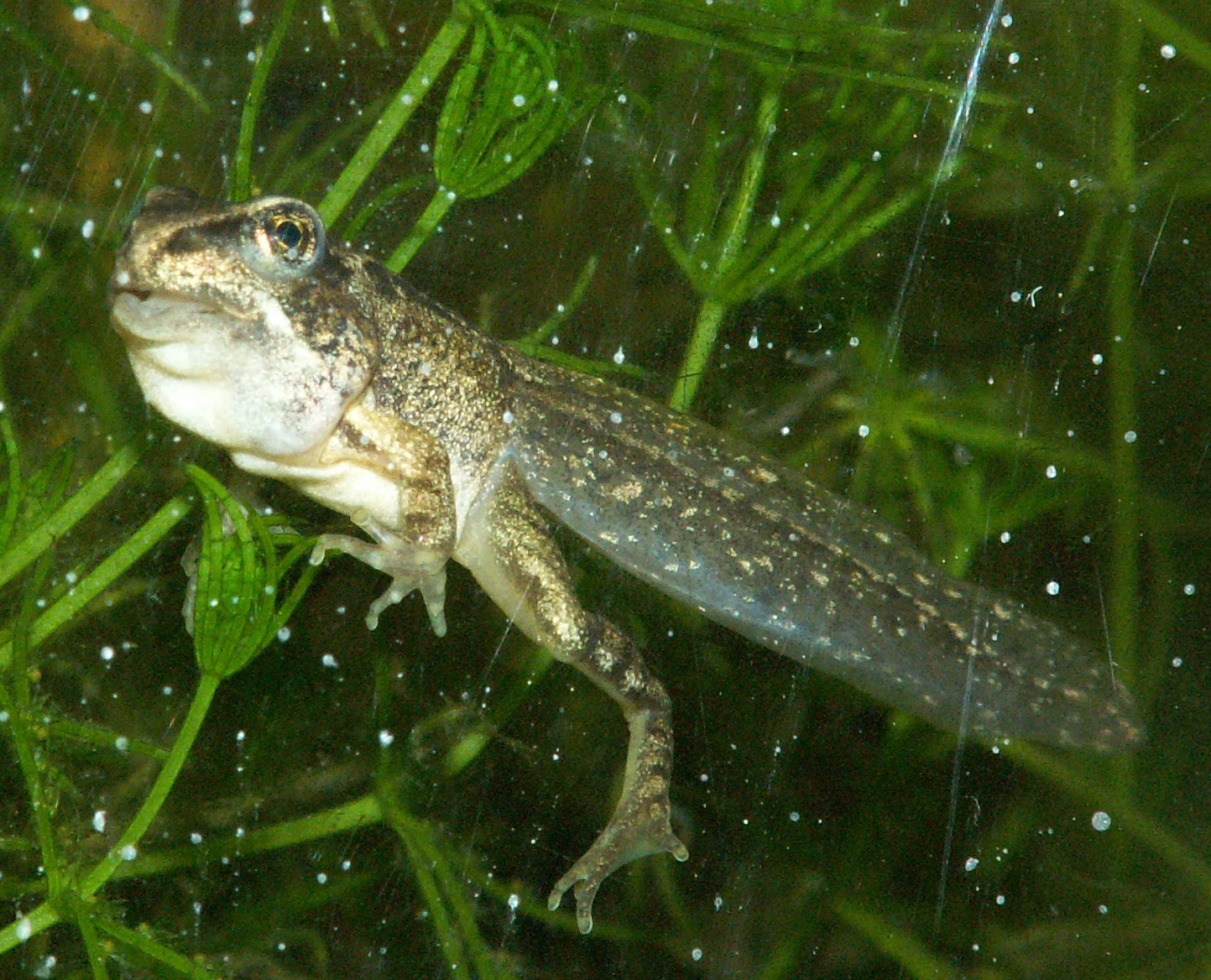
Посреди метаморфоза — челюсти трансформированы, глаза увеличены, видны остатки жаберного мешка
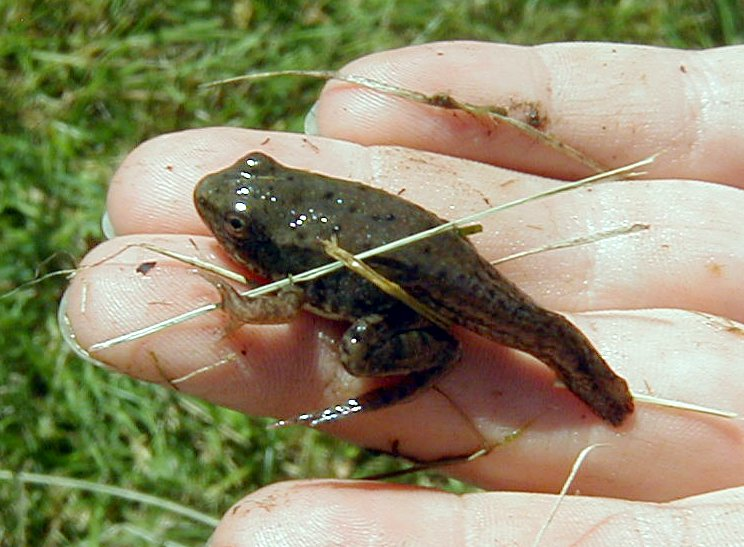
Лягушонок с остатками хвоста, метаморфоз почти завершён

### Взрослые особи
Лягушки, прошедшие метаморфоз, расселяются в характерной для своего вида среде обитания. Практически все виды взрослых лягушек хищные. Они охотятся на беспозвоночных, включая членистоногих, червей и улиток. Встречается каннибализм, как межвидовый, так и внутривидовой. Существуют крупные виды, которые поедают других земноводных, небольших млекопитающих и птиц. Одни бесхвостые ловят свою быстро двигающуюся добычу клейким языком, другие запихивают пищу в рот передними конечностями. Древесная лягушка Xenohyla truncata является исключением, поскольку она включает в свой рацион фрукты. На лягушек охотятся многие хищники, в том числе цапли, ястребы, рыбы, крупные саламандры, змеи, еноты, скунсы, хорьки и другие.

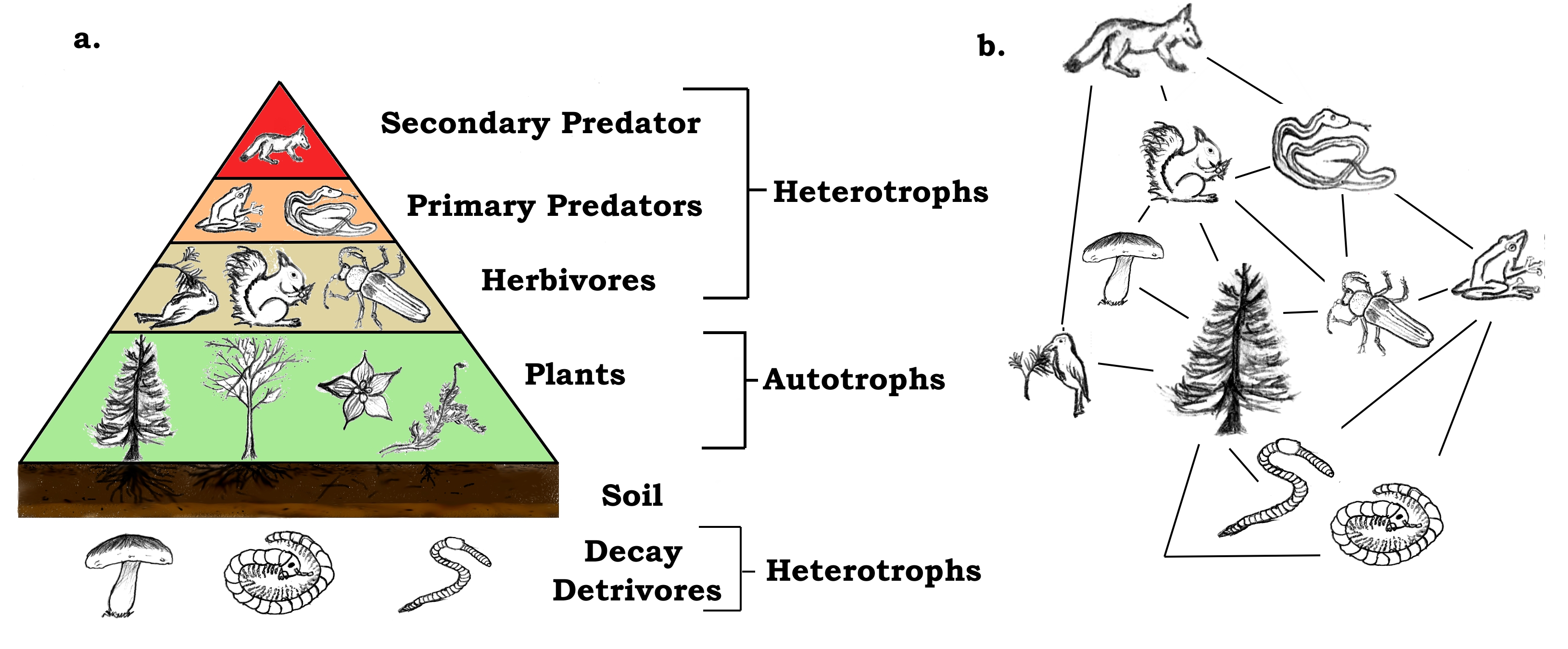
Экологическая пирамида. Лягушки показаны как первичные хищники

Лягушки являются первичными хищниками, важной составляющей пищевой цепи. Будучи холоднокровными животными, они эффективно используют потребляемую пищу, затрачивая лишь небольшую часть энергии на метаболические процессы и конвертируя остальное в биомассу. Они служат пищей вторичным хищникам, а сами питаются наземными членистоногими, в основном травоядными. Таким образом, поедая потребителей растений, лягушки увеличивают прирост биомассы растений, что способствует балансу экосистемы.
Продолжительность жизни лягушек в естественных условиях мало изучена. С использованием методов скелетохронологии продолжительность жизни лягушки Rana muscosa была измерена по сезонным изменениям роста фаланг пальцев. Полученные данные позволяют предположить, что максимальная продолжительность жизни взрослой особи составляет 10 лет, а учитывая стадию головастика, которая у этого вида длится около 4 лет, срок жизни этих лягушек равен 14 годам.

### Забота о потомстве

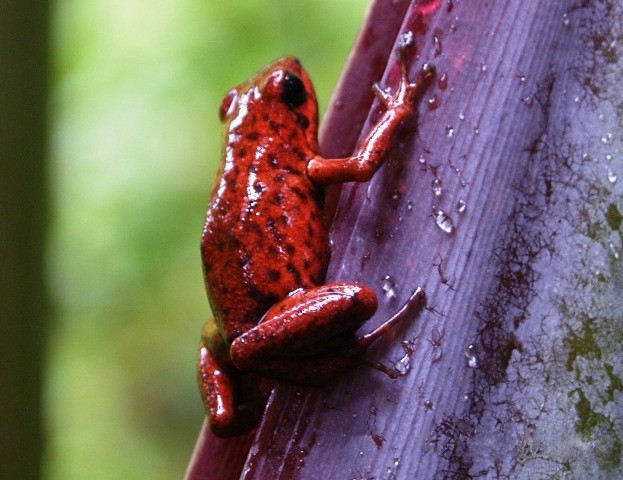
Маленький древолаз

Способы заботы о потомстве у лягушек изучены недостаточно. Предположительно около 20 % видов земноводных так или иначе заботятся о детёнышах. Существует обратная связь между размерами водоёма, служащего для размножения, и уровнем родительской заботы, проявляемой лягушками. Виды лягушек, размножающиеся в небольших водоёмах, демонстрируют более сложные уровни родительской заботы. В крупных водоёмах большой процент икры и головастиков поедается хищниками. В свете этого некоторые виды лягушек адаптировались откладывать икру на суше. В частности они заботятся о том, чтобы поддерживать икру влажной в условиях суши. Дополнительная родительская забота проявляется в транспортировке к водоёмам вылупившихся на суше головастиков.
В небольших водоёмах хищников меньше, и выживание головастиков регулируется в основном внутренней конкуренцией. Некоторые виды лягушек избегают этой конкуренции, перенося новых головастиков в небольшие внутрирастительные полости (лат. phytotelmata), заполненные водой. Несмотря на отсутствие конкуренции, такие полости бедны ресурсами, поэтому родителям приходится кормить своих головастиков. Некоторые виды кормят головастиков неоплодотворёнными икринками. Так, маленький древолаз (Oophaga pumilio) откладывает икру прямо на земле в лесу. Самец охраняет икру от хищников и смачивает её водой из клоаки, чтобы она не пересохла. Когда головастики вылупляются, самка переносит их на спине в полость какого-нибудь представителя семейства бромелиевых, оставляя в каждом растении по одному головастику. После этого самка регулярно навещает головастиков, откладывая каждому по одной-двум неоплодотворённым икринкам в качестве пропитания, и продолжает их кормить до наступления метаморфоза. Подобным способом заботятся о своём потомстве и представители вида Oophaga granulifera.
Формы родительской заботы среди лягушек весьма разнообразны. Крошечный самец Colostethus subpunctatus охраняет свой кластер икры, отложенный под камнем или бревном. Когда головастики вылупляются, он переносит их на спине (приклеенными слизистыми выделениями) во временный водоём, где, частично погружаясь в воду, высвобождает одного или нескольких головастиков, после чего переходит к следующему водоёму. Южноамериканская лягушка Engystomops pustulosus строит из пены гнездо, в которое она откладывает икру. Пеноматериал состоит из белков и лектинов и, возможно, имеет антибактериальные свойства. Несколько пар лягушек могут строить совместное гнездо. В этом случае вначале строится «плот», а затем лягушки откладывают икру в его центре, чередуя откладывание икры и формирование пеноматериала и завершая процесс созданием пенного слоя поверх икры.
Некоторые виды лягушек сберегают потомство внутри своих тел. Самки реобатрахусов (возможно, недавно вымершие) проглатывали свои оплодотворённые икринки, которые развивались у них в желудке. На это время лягушки переставали кормиться и выделять желудочные соки, а головастики питались желтком из икринок. Спустя шесть-семь недель самки широко раскрывали рты и отрыгивали головастиков наружу. Самка вида ринодерма Дарвина, обитающего в Чили, откладывает на землю до 40 икринок, которые охраняются самцом. Когда головастики вылупляются, самец заглатывает их и держит в своём увеличенном горловом мешке. Головастики погружены в вязкую пенистую жидкость, которая дополнительно к желтку поставляет им питательные вещества. Они остаются в мешке от семи до десяти недель, после чего проходят метаморфоз, перемещаются в ротовую полость самца и выпрыгивают наружу.

## Использование человеком

### Содержание в неволе
В качестве домашних питомцев любители земноводных часто содержат лягушек в террариумах, акватеррариумах и аквариумах, а также разводят и используют их в качестве живого корма для некоторых представителей «домашнего зоопарка» и/или «живого уголка».

### В кулинарии

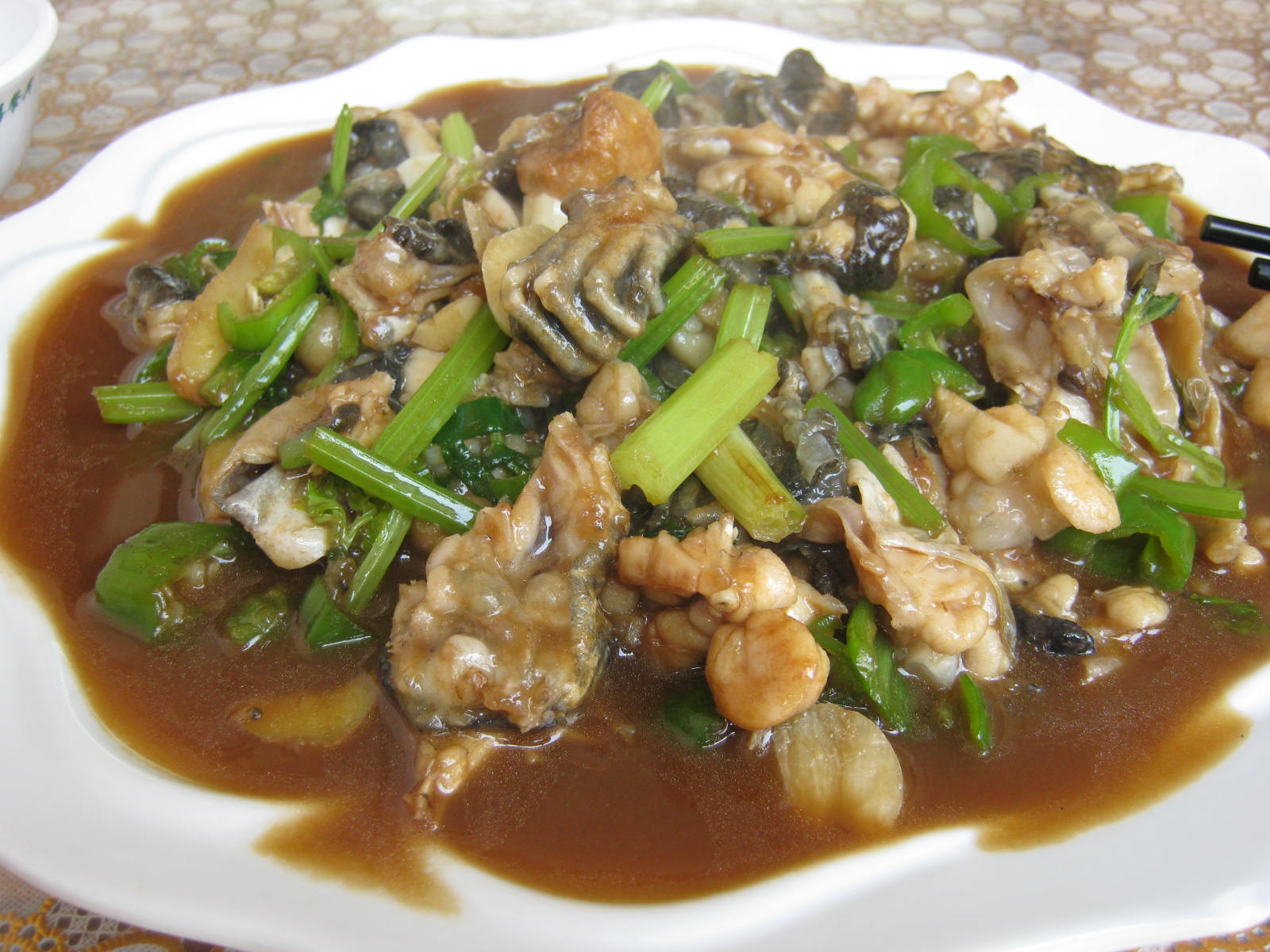
Блюдо из лягушатины. Цзяньян, Фуцзянь, Китай

Лягушачьи лапки в разных странах употребляют в пищу. Традиционный способ удовлетворения местного рынка за счёт локальных популяций лягушек стал в последние годы невозможен из-за уменьшения этих популяций. В настоящее время существует развитая международная торговля лягушачьими лапками. Основные импортёры — Франция, Бельгия, Люксембург и США, а основные экспортёры — Индонезия и Китай. Годовой оборот продаж американской лягушки-быка (Rana catesbeiana), которую промышленно разводят в Китае, достигает 2,4 тысяч тонн. Разведением съедобных лягушек в последнее время интересуются и другие страны, например, Белоруссия.

### В научно-исследовательской сфере

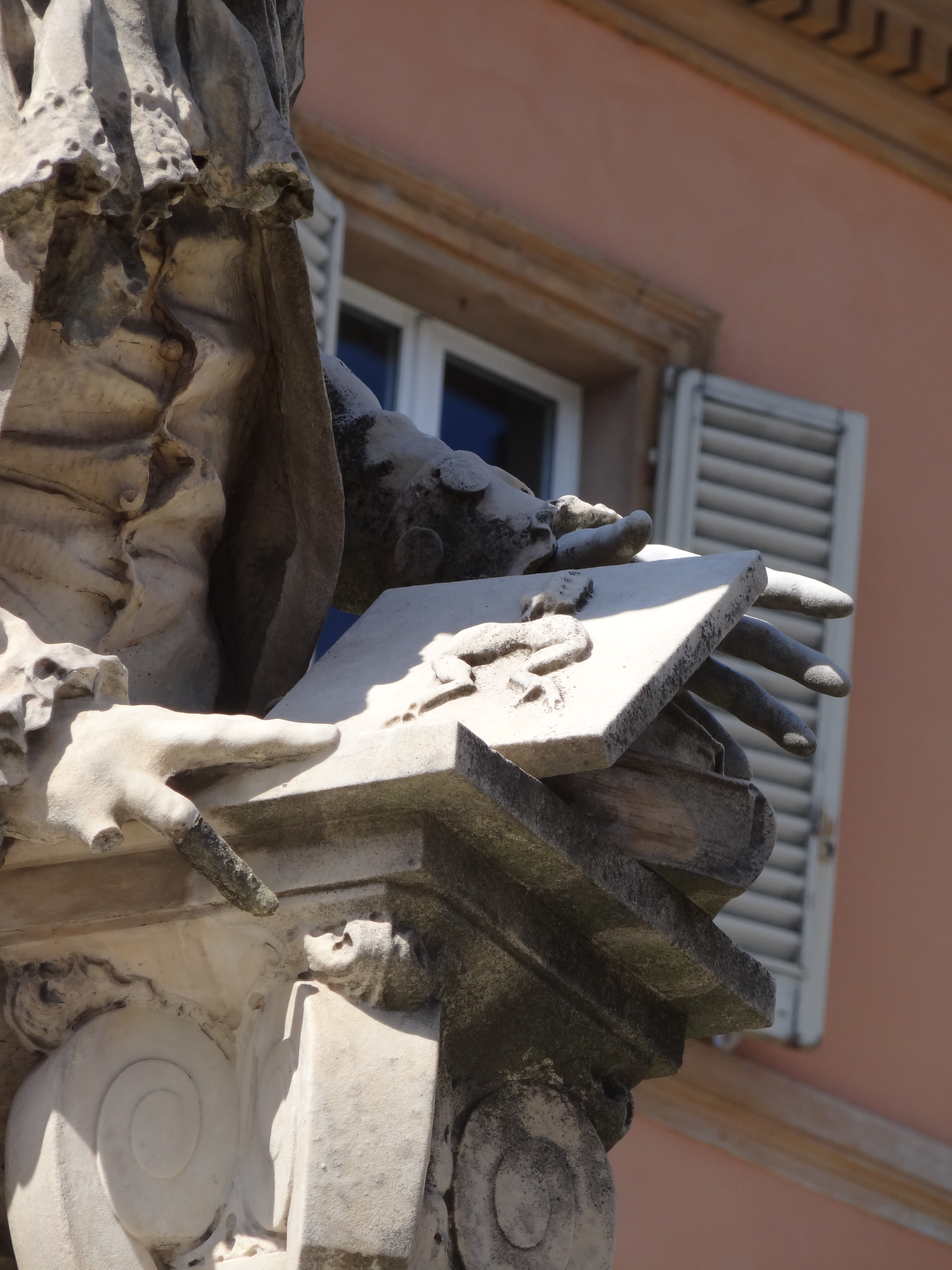
Фрагмент памятника Луджи Гальвани в итальянском городе Болонья.

Лягушек широко использовали в научных экспериментах. В XVIII веке биолог Луиджи Гальвани открыл с помощью экспериментов с лягушками связь между электричеством и нервной системой.
В 1852 году Г. Ф. Станниус использовал сердце лягушки в эксперименте, названном его именем, который доказал, что в желудочках сердца и предсердиях клетки-пейсмекеры могут независимо генерировать разный ритм. Гладкую шпорцевую лягушку широко использовали в первой половине XX века в тесте на беременность после того, как английский зоолог Ланселот Хогбен открыл тот факт, что в моче беременной женщины присутствует гормон хорионический гонадотропин, который индуцирует у этой лягушки икрометание. В 1952 году Роберт Бриггс и Джозеф Кинг клонировали лягушку методом пересадки ядер соматических клеток (этим же методом позже была клонирована овечка Долли). Это был первый успешный эксперимент по клонированию позвоночных путём ядерной трансплантации. Лягушек широко используют в исследованиях в области эмбриологии. Шпорцевые лягушки остались модельным организмом в биологии развития и после разработки более современных тестов на беременность, поскольку их легко содержать в лабораторных условиях, а их эмбрионы достаточно крупные для манипулирования. При этом гладких шпорцевых лягушек всё чаще заменяют более мелким родственником, Xenopus tropicalis, который достигает половой зрелости в 5 месяцев (а не в год или два, как гладкая шпорцевая лягушка), что ускоряет исследования, требующие нескольких поколений лягушек. Геном X. tropicalis по состоянию на 2012 год находится в процессе секвенирования.
Исключительное разнообразие токсинов, вырабатываемых лягушками, вызвало интерес биохимиков к этой «природной аптеке». Алкалоид эпибатидин, болеутоляющее, в 200 раз более мощное, чем морфий, был обнаружен у некоторых видов рода листолазов. Из кожи лягушек был выделен пептид, предположительно блокирующий размножение вируса ВИЧ.
Лягушек используют на практических занятиях по диссекции в школах и университетах. Как правило, их предварительно обрабатывают пигментами для получения контраста между разными системами организма. В свете движения за права животных эту практику в последнее время заменяет виртуальная диссекция «оцифрованных» лягушек — компьютерные программы, симулирующие организм живой лягушки.

### Производство ядов

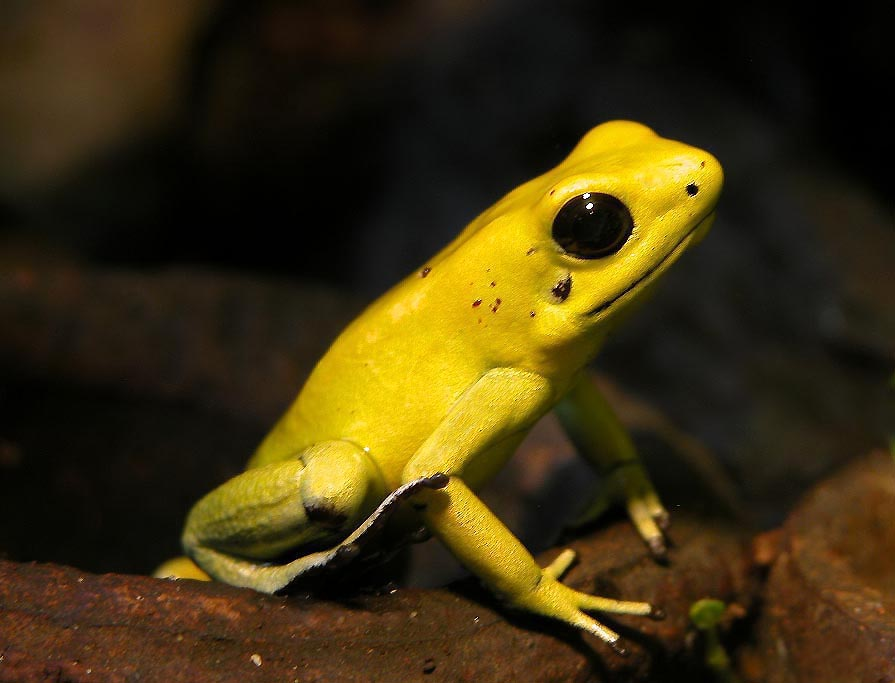
Ужасный листолаз

Яд лягушек издревле применяли для производства отравленных стрел и дротиков. С помощью кожных выделений ужасного листолаза южноамериканские индейцы изготавливали отравленные стрелки. Наконечник натирали о спину лягушки, стрелами стреляли из духовой трубки на охоте. Комбинация двух токсинов (батрахотоксин и гомобатрахотоксин), присутствующих в этих выделениях, столь сильна, что яда одной лягушки, предположительно, достаточно, чтобы убить 22 000 мышей. Два других вида лягушек, золотистополосый листолаз и двухцветный листолаз, также использовали как источники яда, но его концентрация в них меньше, и для того, чтобы яд начал выделяться, их необходимо подогреть на огне. Эти яды исследуют на предмет их применения в медицине.

## Охранный статус
Исследования, начатые в 1950-х годах, указывают на значительное сокращение численности лягушек. Более трети видов находятся под угрозой вымирания. В некоторых местах снижение численности лягушек обусловлено разрушением среды обитания, поллютантами, климатическими изменениями и внедрением чужеродных хищников, паразитов и конкурентов. Особенно разрушительными для популяций лягушек считаются инфекционные заболевания хитридиомикоз и ранавирус.
Многие исследователи считают, что повышенная чувствительность земноводных вообще и лягушек в частности к загрязнению окружающей среды связана с такими факторами, как их промежуточная позиция в пищевой цепи, проницаемая кожа и жизненный цикл, включающий в себя водную стадию (головастик) и наземный образ жизни взрослой особи. Те немногочисленные виды лягушек, у которых водный этап жизни сокращён или отсутствует вообще, обладают большей сопротивляемостью загрязнению, нежели типичные лягушки, развивающиеся в воде со стадии икринки до конца метаморфоза.

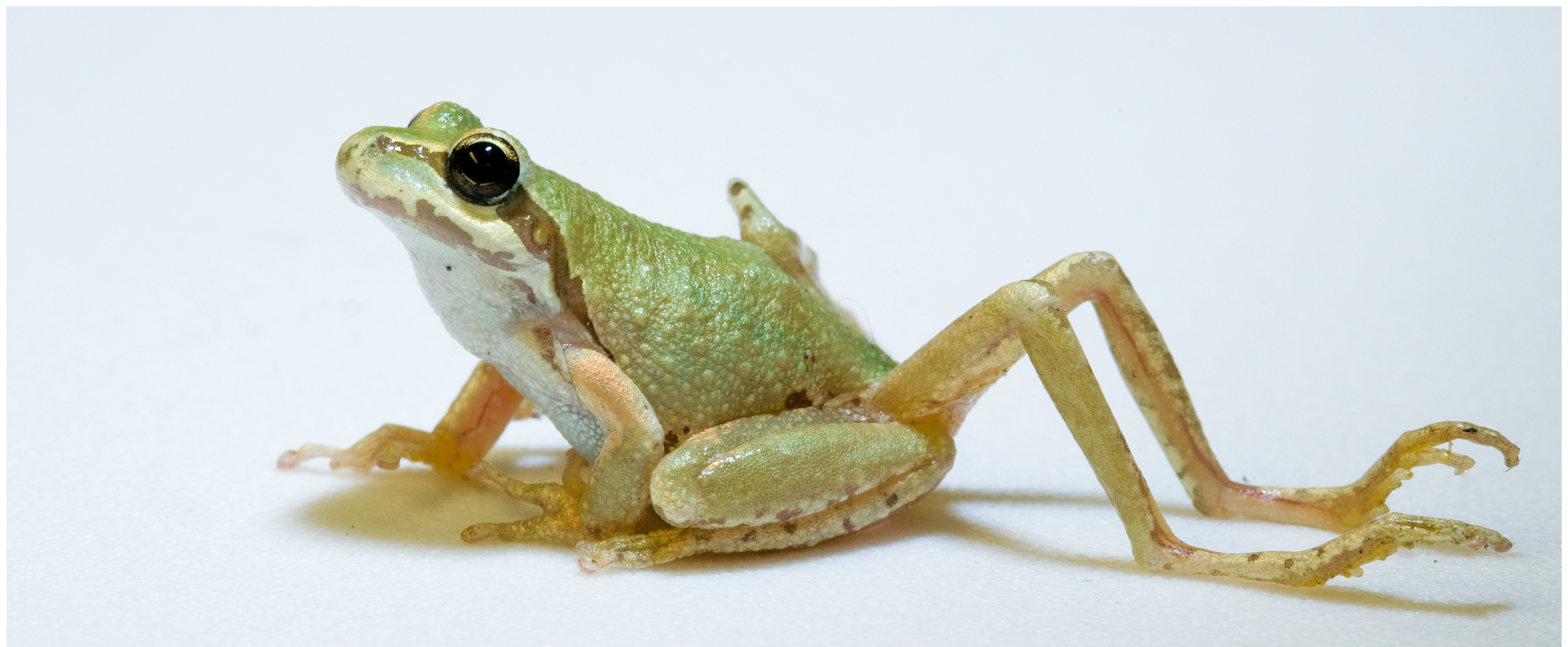
Тихоокеанская древесная лягушка, заражённая Ribeiroia ondatrae

Количество мутаций и генетических дефектов, наблюдаемых у лягушек, возросло за время наблюдения с 1990-х по 2003 год. Одним из распространённых дефектов являются недостающие или лишние конечности. Различные гипотезы по поводу причин, вызывающих эти дефекты, включают в себя увеличение ультрафиолетового излучения, попадающего на икру, загрязнение сельскохозяйственными ядохимикатами и паразитические заболевания, как, например, заражение трематодами Ribeiroia ondatrae. Возможно, что все эти факторы действуют вместе (радиационный и химический стресс понижает сопротивление организмов паразитам). Дефекты конечностей ухудшают подвижность и, как следствие, шансы животного дожить до половой зрелости.
Исследование, проведённое в Канаде в 2006 году, показало, что высокая плотность транспорта является для лягушек большей угрозой, нежели ухудшение среды обитания. В некоторых случаях были основаны программы размножения в неволе, которые, как правило, увенчивались успехом. В 2007 году было опубликовано исследование, показавшее, что некоторые пробиотические бактерии могут повышать сопротивляемость лягушек летальным грибковым заболеваниям. Была разработана программа «Панамский проект по спасению и сохранению амфибий» (англ. The Panama Amphibian Rescue and Conservation Project) для сохранения некоторых видов лягушек в восточной Панаме, гибнущих от этих заболеваний, включающая разработку полевых методов использования пробиотиков. Всемирная ассоциация зоопарков и аквариумов (англ. World Association of Zoos and Aquariums) объявила 2008 год годом лягушки с целью привлечения внимания общественности к проблеме охраны лягушек.

## Лягушки в культуре

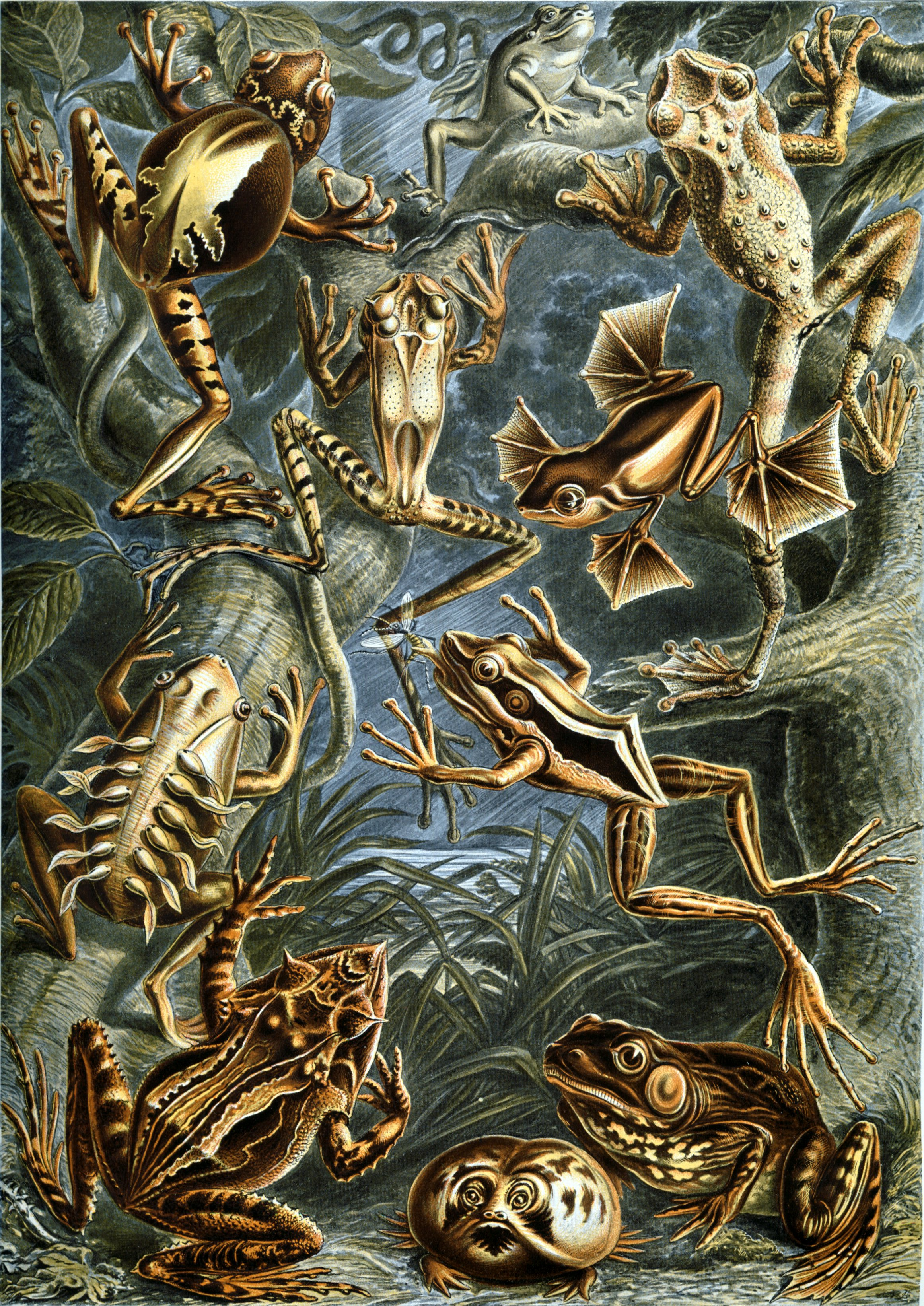
Иллюстрация из книги «Красота форм в природе» (нем. Kunstformen der Natur) немецкого биолога Эрнста Геккеля

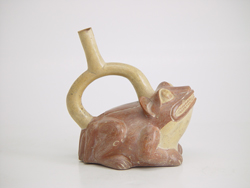
Статуэтка лягушки культуры Моче. 200 н. э. Из коллекции музея Ларко, Лима, Перу

### В фольклоре
У многих народов мира лягушки ассоциировались с целым рядом неприятных свойств. В китайской традиции лягушка символизирует лунное «Инь». Дух лягушки Цин-ва Шэн ассоциируется с излечением и удачей в делах. Символ «лягушка в колодце» относится к человеку недалёкому. В древнеперуанской культуре Моче бесхвостые были одними из почитаемых животных и часто появлялись в произведениях искусства. Легенда Панамы гласит, что удача сопутствует тому, кто увидит панамскую золотую лягушку (Atelopus zeteki). В варианте этой легенды говорится, что, умирая, эти лягушки превращаются в золотой талисман уаку.

### В религии
- Нашествие лягушек на древний Египет описывается в Библии как вторая казнь египетская.
- В египетской мифологии богиня-лягушка Хекат символизировала плодородие[140].
- В ацтекской мифологии богиня Земли Тлальтекутли описывается как огромная волосатая лягушка с когтями на лапах.

### В литературе
Лягушки часто выступают в качестве персонажей в литературе. Первое дошедшее до нас художественное произведение, в названии которого фигурируют лягушки, — это комедия Аристофана «Лягушки», впервые поставленная в 405 году до н. э. В качестве дополнительных примеров можно привести:
- Батрахомиомахия — написанная гекзаметром древнегреческая пародийная поэма о войне мышей и лягушек.
- Царевна-Лягушка — персонаж одноимённой русской народной сказки.
- В «Алисе в Стране чудес» Льюиса Кэрролла среди обслуживающего персонала Герцогини есть Лакей-Лягушонок.
- Сестрица Лягушка — персонаж «Сказок дядюшки Римуса» Джоэля Харриса.
- Король-лягушонок — персонаж сказки братьев Гримм «Сказка о Короле-лягушонке, или о Железном Генрихе»[145].

### В мультипликации
- Мичиган Джей Фрог — мультипликационный персонаж, созданный студией Warner Bros.[146].
- Лягушонок Фиакр из Приключения Боско.

### В геральдике

Герб сатаны в европейской геральдической традиции

- Европейская геральдическая традиция приписывала сатане герб с тремя лягушками и золотым поясом на червлёном фоне[147].
- Лягушка Leptodactylus fallax, эндемик, встречающийся только на островах Монтсеррат и Доминика, запечатлена на гербе Доминики.
- Герб латвийского города Баложи — лягушка, сидящая под тремя листьями водяной лилии.

### Прочие
- Лягушонок Кермит — кукольный персонаж, режиссёр музыкального театра «Маппет-шоу» и один из персонажей детской образовательной телепередачи «Улица Сезам»[148].
- Лягушка Пепе — известный интернет-мем. Персонаж, представляющий собой зелёную антропоморфную лягушку, впервые появился в комиксе Boy’s Club за авторством Мэтта Фьюри.
- Символ лягушки в Юникоде — 🐸.